# Periodo parlamentario 2021-2026 del Congreso de la República del Perú
El periodo parlamentario 2021-2026 del Congreso de la República del Perú corresponde a las sesiones legislativas del parlamento elegido en las elecciones generales de 2021, que se instaló el 27 de julio de 2021 con el mandato de sesionar hasta el 26 de julio de 2026.
En el Poder Ejecutivo, ha correspondido cronológicamente a los gobiernos de Pedro Castillo (2021-2022) y de Dina Boluarte (2022-).

## Conformación

### Junta Preparatoria del Congreso
| Congresista electo        | Grupo parlamentario | Circunscripción | Motivo                                        |
| ------------------------- | ------------------- | --------------- | --------------------------------------------- |
| Jaime Quito Sarmiento     | Perú Libre          | Arequipa        | Congresista más votado del partido más votado |
| Enrique Wong Pujada       | Podemos Perú        | Callao          | Congresista de mayor edad (80 años)           |
| Rosangella Barbarán Reyes | Fuerza Popular      | Lima            | Congresista de menor edad (26 años)           |

## Mesas directivas

### Mesa Directiva del Congreso (2021-2022)
| Cargo               | Congresista | Congresista                  | Grupo parlamentario      | Circunscripción |
| ------------------- | ----------- | ---------------------------- | ------------------------ | --------------- |
| Presidencia         |             | María del Carmen Alva Prieto | Acción Popular           | Lima            |
| 1.ª Vicepresidencia |             | Lady Camones Soriano         | Alianza para el Progreso | Áncash          |
| 2.ª Vicepresidencia |             | Enrique Wong Pujada          | Podemos Perú             | Callao          |
| 3.ª Vicepresidencia |             | Patricia Chirinos Venegas    | Avanza País              | Callao          |

### Mesa Directiva del Congreso (2022-2023)
| Cargo               | Congresista | Congresista                                                      | Grupo parlamentario      | Circunscripción |
| ------------------- | ----------- | ---------------------------------------------------------------- | ------------------------ | --------------- |
| Presidencia         |             | Lady Camones Soriano (26 de julio-5 de septiembre del 2022)      | Alianza para el Progreso | Áncash          |
| Presidencia         |             | José Williams Zapata                                             | Avanza País              | Lima            |
| 1.ª Vicepresidencia |             | Martha Moyano Delgado                                            | Fuerza Popular           | Lima            |
| 2.ª Vicepresidencia |             | Digna Calle Lobatón (26 de julio del 2022-3 de febrero del 2023) | Podemos Perú             | Lima            |
| 2.ª Vicepresidencia |             | Silvia Monteza Facho                                             | Acción Popular           | Cajamarca       |
| 3.ª Vicepresidencia |             | Wilmar Elera García (26 de julio-4 de agosto del 2022)           | Somos Perú               | Piura           |
| 3.ª Vicepresidencia |             | Alejandro Muñante Barrios                                        | Renovación Popular       | Lima            |

### Mesa Directiva del Congreso (2023-2024)
| Cargo               | Congresista | Congresista                                                           | Grupo parlamentario      | Circunscripción |
| ------------------- | ----------- | --------------------------------------------------------------------- | ------------------------ | --------------- |
| Presidencia         |             | Alejandro Soto Reyes                                                  | Alianza para el Progreso | Cusco           |
| 1.ª Vicepresidencia |             | Hernando Guerra-García Campos (26 de julio-29 de septiembre del 2023) | Fuerza Popular           | Lima            |
| 1.ª Vicepresidencia |             | Arturo Alegría García                                                 | Fuerza Popular           | San Martín      |
| 2.ª Vicepresidencia |             | Waldemar Cerrón Rojas                                                 | Perú Libre               | Junín           |
| 3.ª Vicepresidencia |             | Rosselli Amuruz Dulanto                                               | Avanza País              | Lima            |

### Mesa Directiva del Congreso (2024-2025)
| Cargo               | Congresista | Congresista              | Grupo parlamentario      | Circunscripción |
| ------------------- | ----------- | ------------------------ | ------------------------ | --------------- |
| Presidencia         |             | Eduardo Salhuana Cavides | Alianza para el Progreso | Madre de Dios   |
| 1.ª Vicepresidencia |             | Patricia Juárez Gallegos | Fuerza Popular           | Lima            |
| 2.ª Vicepresidencia |             | Waldemar Cerrón Rojas    | Perú Libre               | Junín           |
| 3.ª Vicepresidencia |             | Alejandro Cavero Alva    | Avanza País              | Lima            |

### Mesa Directiva del Congreso (2025-2026)
| Cargo               | Congresista | Congresista                  | Grupo parlamentario | Circunscripción |
| ------------------- | ----------- | ---------------------------- | ------------------- | --------------- |
| Presidencia         |             | José Jerí Oré                | Somos Perú          | Lima            |
| 1.ª Vicepresidencia |             | Fernando Rospigliosi Capurro | Fuerza Popular      | Lima            |
| 2.ª Vicepresidencia |             | Waldemar Cerrón Rojas        | Perú Libre          | Junín           |
| 3.ª Vicepresidencia |             | Ilich López Ureña            | Acción Popular      | Junín           |

## Composición

### Grupos parlamentarios
| Grupo parlamentario | Grupo parlamentario                         | Componentes                                                                      | Portavoz          | Líder               | Escaños |
| ------------------- | ------------------------------------------- | -------------------------------------------------------------------------------- | ----------------- | ------------------- | ------- |
|                     | Fuerza Popular                              | Fuerza Popular: 21                                                               | Arturo Alegría    | Keiko Fujimori      | 21      |
|                     | Alianza para el Progreso                    | Alianza para el Progreso: 10 Independientes: 4                                   | Alejandro Soto    | César Acuña         | 14      |
|                     | Podemos Perú                                | Podemos Perú: 3 Independientes: 11                                               | José Luna Gálvez  | José Luna Gálvez    | 14      |
|                     | Perú Libre                                  | Perú Libre: 11                                                                   | Flavio Cruz       | Vladimir Cerrón     | 11      |
|                     | Renovación Popular                          | Renovación Popular: 9 Independientes: 2                                          | Alejandro Muñante | Rafael López Aliaga | 11      |
|                     | Acción Popular                              | Acción Popular: 9                                                                | Elvis Vergara     | Julio Chávez Chiong | 9       |
|                     | Bloque Magisterial de Concertación Nacional | Independientes: 8                                                                | Segundo Quiroz    | Alex Paredes        | 8       |
|                     | Juntos por el Perú- Voces del Pueblo        | Perú Democrático: 3 Perú Bicentenario: 3 Juntos por el Perú: 1 Independientes: 1 | Roberto Sánchez   | Roberto Sánchez     | 8       |
|                     | Avanza País                                 | Avanza País: 5 Partido Morado: 1 Independientes: 1                               | José Williams     | Aldo Borrero        | 7       |
|                     | Somos Perú                                  | Somos Perú: 4 Independientes: 3                                                  | Héctor Valer      | Patricia Li Sotelo  | 7       |
|                     | Honor y Democracia                          | Independientes: 5                                                                | Jorge Montoya     | Jorge Montoya       | 5       |
|                     | Bancada Socialista                          | Independientes: 5                                                                | Álex Flores       | Pasión Dávila       | 5       |
|                     | Bloque Democrático Popular                  | Nuevo Perú: 2 Juntos por el Perú: 1 Partido Morado: 1 Independientes: 1          |                   | Verónika Mendoza    | 5       |
|                     | No agrupados                                | Partido Morado: 1 Independientes: 4                                              |                   |                     | 5       |

### Congresistas
| María Acuña Peralta | Lambayeque      |  | APP       |  | Alianza para el Progreso                    | 27 de julio de 2021     |                          |                                                            |  |  |  |  |  |  |  |  |  |  |  |  |  |  |
| Héctor Acuña Peralta | La Libertad     |  | APP7      |  | Honor y Democracia                          | 27 de julio de 2021     |                          |                                                            |  |  |  |  |  |  |  |  |  |  |  |  |  |  |
| María Agüero Gutiérrez | Arequipa        |  | PL        |  | Perú Libre                                  | 27 de julio de 2021     |                          |                                                            |  |  |  |  |  |  |  |  |  |  |  |  |  |  |
| Alejandro Aguinaga Recuenco | Lambayeque      |  | FP        |  | Fuerza Popular                              | 27 de julio de 2021     |                          |                                                            |  |  |  |  |  |  |  |  |  |  |  |  |  |  |
| Kira Alcarraz Agüero | Lima            |  | SP5       |  | Podemos Perú                                | 27 de julio de 2021     |                          |                                                            |  |  |  |  |  |  |  |  |  |  |  |  |  |  |
| Arturo Alegría García | San Martín      |  | FP        |  | Fuerza Popular                              | 27 de julio de 2021     |                          |                                                            |  |  |  |  |  |  |  |  |  |  |  |  |  |  |
| María del Carmen Alva | Lima            |  | AP        |  | No agrupados                                | 27 de julio de 2021     |                          | Presidenta del Congreso (2021-2022).                       |  |  |  |  |  |  |  |  |  |  |  |  |  |  |
| Enrique Alva Rojas | La Libertad     |  | AP        |  | Acción Popular                              | 27 de julio de 2021     |                          |                                                            |  |  |  |  |  |  |  |  |  |  |  |  |  |  |
| Rosselli Amuruz Dulanto | Lima            |  | AvP       |  | Avanza País                                 | 27 de julio de 2021     |                          |                                                            |  |  |  |  |  |  |  |  |  |  |  |  |  |  |
| Carlos Anderson Ramírez | Lima            |  | PP        |  | No agrupados                                | 27 de julio de 2021     |                          |                                                            |  |  |  |  |  |  |  |  |  |  |  |  |  |  |
| Luis Ángel Aragón Carreño | Cusco           |  | AP        |  | Acción Popular                              | 27 de julio de 2021     |                          |                                                            |  |  |  |  |  |  |  |  |  |  |  |  |  |  |
| José Arriola Tueros | Lima            |  | AP5       |  | Podemos Perú                                | 27 de julio de 2021     |                          |                                                            |  |  |  |  |  |  |  |  |  |  |  |  |  |  |
| Alfredo Azurín Loayza | Lima            |  | SP        |  | Somos Perú                                  | 27 de julio de 2021     |                          |                                                            |  |  |  |  |  |  |  |  |  |  |  |  |  |  |
| José María Balcázar | Lambayeque      |  | PL        |  | Perú Libre                                  | 27 de julio de 2021     |                          |                                                            |  |  |  |  |  |  |  |  |  |  |  |  |  |  |
| Rosangella Barbarán Reyes | Lima            |  | FP        |  | Fuerza Popular                              | 27 de julio de 2021     |                          |                                                            |  |  |  |  |  |  |  |  |  |  |  |  |  |  |
| Diego Bazán Calderón | La Libertad     |  | RP        |  | Renovación Popular                          | 27 de julio de 2021     |                          |                                                            |  |  |  |  |  |  |  |  |  |  |  |  |  |  |
| Sigrid Bazán Narro | Lima            |  | JP6 12    |  | Bloque Democrático Popular                  | 27 de julio de 2021     |                          |                                                            |  |  |  |  |  |  |  |  |  |  |  |  |  |  |
| Guido Bellido Ugarte | Cusco           |  | PL        |  | Podemos Perú                                | 27 de julio de 2021     |                          |                                                            |  |  |  |  |  |  |  |  |  |  |  |  |  |  |
| Guillermo Bermejo Rojas | Lima            |  | PL4 6     |  | Juntos por el Perú - Voces del Pueblo       | 27 de julio de 2021     |                          |                                                            |  |  |  |  |  |  |  |  |  |  |  |  |  |  |
| Juan Burgos Oliveros | La Libertad     |  | AvP5      |  | Podemos Perú                                | 27 de julio de 2021     |                          |                                                            |  |  |  |  |  |  |  |  |  |  |  |  |  |  |
| Ernesto Bustamante Donayre | Lima            |  | FP        |  | Fuerza Popular                              | 27 de julio de 2021     |                          |                                                            |  |  |  |  |  |  |  |  |  |  |  |  |  |  |
| Digna Calle Lobatón | Lima            |  | PP        |  | Podemos Perú                                | 27 de julio de 2021     |                          |                                                            |  |  |  |  |  |  |  |  |  |  |  |  |  |  |
| Lady Camones Soriano | Áncash          |  | APP       |  | Alianza para el Progreso                    | 27 de julio de 2021     |                          | Presidenta del Congreso (Jul. - Set. 2022)                 |  |  |  |  |  |  |  |  |  |  |  |  |  |  |
| Eduardo Castillo Rivas | Piura           |  | FP        |  | Fuerza Popular                              | 27 de julio de 2021     |                          |                                                            |  |  |  |  |  |  |  |  |  |  |  |  |  |  |
| Alejandro Cavero Alva | Lima            |  | AvP       |  | Avanza País                                 | 27 de julio de 2021     |                          |                                                            |  |  |  |  |  |  |  |  |  |  |  |  |  |  |
| Waldemar Cerrón Rojas | Junín           |  | PL        |  | Perú Libre                                  | 27 de julio de 2021     |                          |                                                            |  |  |  |  |  |  |  |  |  |  |  |  |  |  |
| Nilza Chacón Trujillo | Áncash          |  | FP        |  | Fuerza Popular                              | 27 de julio de 2021     |                          |                                                            |  |  |  |  |  |  |  |  |  |  |  |  |  |  |
| Betssy Chávez Chino | Tacna           |  | PL4       |  | Perú Democrático                            | 27 de julio de 2021     | 22 de marzo de 2023      | Suspendida por acusación constitucional                    |  |  |  |  |  |  |  |  |  |  |  |  |  |  |
| Roberto Chiabra León | Lima            |  | APP       |  | Alianza para el Progreso                    | 27 de julio de 2021     |                          |                                                            |  |  |  |  |  |  |  |  |  |  |  |  |  |  |
| Patricia Chirinos Venegas | Callao          |  | AvP11     |  | Renovación Popular                          | 27 de julio de 2021     |                          |                                                            |  |  |  |  |  |  |  |  |  |  |  |  |  |  |
| Miguel Ciccia Vásquez | Piura           |  | RP        |  | Renovación Popular                          | 27 de julio de 2021     |                          |                                                            |  |  |  |  |  |  |  |  |  |  |  |  |  |  |
| Jorge Coayla Juárez | Moquegua        |  | PL2 6     |  | Juntos por el Perú - Voces del Pueblo       | 27 de julio de 2021     |                          |                                                            |  |  |  |  |  |  |  |  |  |  |  |  |  |  |
| Luis Cordero Jon Tay | Lima Provincias |  | FP3       |  | Somos Perú                                  | 27 de julio de 2021     |                          |                                                            |  |  |  |  |  |  |  |  |  |  |  |  |  |  |
| María Cordero Jon Tay | Tumbes          |  | FP        |  | No agrupados                                | 27 de julio de 2021     | 14 de marzo de 2024      | Suspendida por acusación constitucional                    |  |  |  |  |  |  |  |  |  |  |  |  |  |  |
| Jessica Córdova Lobatón | Lambayeque      |  | RP        |  | Renovación Popular                          | 27 de julio de 2021     |                          |                                                            |  |  |  |  |  |  |  |  |  |  |  |  |  |  |
| Isabel Cortez Aguirre | Lima            |  | JP6 12 5  |  | Podemos Perú                                | 27 de julio de 2021     |                          |                                                            |  |  |  |  |  |  |  |  |  |  |  |  |  |  |
| Flavio Cruz Mamani | Puno            |  | PL        |  | Perú Libre                                  | 27 de julio de 2021     |                          |                                                            |  |  |  |  |  |  |  |  |  |  |  |  |  |  |
| José Cueto Aservi | Lima            |  | RP7       |  | Honor y Democracia                          | 27 de julio de 2021     |                          |                                                            |  |  |  |  |  |  |  |  |  |  |  |  |  |  |
| Víctor Cutipa Ccama | Moquegua        |  | PL2 6     |  | Juntos por el Perú - Voces del Pueblo       | 27 de julio de 2021     |                          |                                                            |  |  |  |  |  |  |  |  |  |  |  |  |  |  |
| Pasión Dávila Atanacio | Pasco           |  | PL9       |  | Bancada Socialista                          | 27 de julio de 2021     |                          |                                                            |  |  |  |  |  |  |  |  |  |  |  |  |  |  |
| Freddy Díaz Monago | Pasco           |  | APP       |  | No agrupados                                | 27 de julio de 2021     | 12 de enero de 2023      | Desaforado                                                 |  |  |  |  |  |  |  |  |  |  |  |  |  |  |
| Raúl Doroteo Carbajo | Ica             |  | AP        |  | Acción Popular                              | 27 de julio de 2021     |                          |                                                            |  |  |  |  |  |  |  |  |  |  |  |  |  |  |
| Gladys Echaíz de Núñez-Ízaga | Lima            |  | APP7      |  | Honor y Democracia                          | 27 de julio de 2021     |                          |                                                            |  |  |  |  |  |  |  |  |  |  |  |  |  |  |
| Hamlet Echeverría Rodríguez | Cajamarca       |  | PL4 6     |  | Juntos por el Perú - Voces del Pueblo       | 27 de julio de 2021     |                          |                                                            |  |  |  |  |  |  |  |  |  |  |  |  |  |  |
| Wilmar Elera García | Piura           |  | SP        |  | Somos Perú                                  | 27 de julio de 2021     | 17 de enero de 2023      | Desaforado                                                 |  |  |  |  |  |  |  |  |  |  |  |  |  |  |
| José Elías Ávalos | Ica             |  | PP8       |  | Alianza para el Progreso                    | 27 de julio de 2021     |                          |                                                            |  |  |  |  |  |  |  |  |  |  |  |  |  |  |
| Darwin Espinoza Vargas | Áncash          |  | AP5       |  | Podemos Perú                                | 27 de julio de 2021     |                          |                                                            |  |  |  |  |  |  |  |  |  |  |  |  |  |  |
| Jorge Flores Ancachi | Puno            |  | AP5       |  | Podemos Perú                                | 27 de julio de 2021     |                          |                                                            |  |  |  |  |  |  |  |  |  |  |  |  |  |  |
| Álex Flores Ramírez | Ayacucho        |  | PL9       |  | Bancada Socialista                          | 27 de julio de 2021     |                          |                                                            |  |  |  |  |  |  |  |  |  |  |  |  |  |  |
| Víctor Flores Ruíz | La Libertad     |  | FP        |  | Fuerza Popular                              | 27 de julio de 2021     |                          |                                                            |  |  |  |  |  |  |  |  |  |  |  |  |  |  |
| Manuel García Correa | Piura           |  | APP       |  | Alianza para el Progreso                    | 27 de julio de 2021     |                          |                                                            |  |  |  |  |  |  |  |  |  |  |  |  |  |  |
| Américo Gonza Castillo | Cajamarca       |  | PL        |  | Perú Libre                                  | 27 de julio de 2021     |                          |                                                            |  |  |  |  |  |  |  |  |  |  |  |  |  |  |
| Diana Gonzales Delgado | Arequipa        |  | AvP       |  | Avanza País                                 | 27 de julio de 2021     |                          |                                                            |  |  |  |  |  |  |  |  |  |  |  |  |  |  |
| Hernando Guerra-García Campos | Lima            |  | FP        |  | Fuerza Popular                              | 27 de julio de 2021     | 29 de septiembre de 2023 | Falleció durante su mandato.                               |  |  |  |  |  |  |  |  |  |  |  |  |  |  |
| Paul Gutiérrez Ticona | Apurímac        |  | PL1       |  | Bloque Magisterial de Concertación Nacional | 27 de julio de 2021     |                          |                                                            |  |  |  |  |  |  |  |  |  |  |  |  |  |  |
| Nelcy Heidinger Ballesteros | Pasco           |  | APP       |  | Alianza para el Progreso                    | 16 de enero de 2023     |                          | Accesitaria de Freddy Díaz Monago.                         |  |  |  |  |  |  |  |  |  |  |  |  |  |  |
| Fernando Herrera Mamani | Tacna           |  | PL        |  | Perú Libre                                  | 27 de julio de 2021     | 25 de octubre de 2021    | Falleció durante su mandato.                               |  |  |  |  |  |  |  |  |  |  |  |  |  |  |
| Noelia Herrera Medina | Callao          |  | RP        |  | Renovación Popular                          | 27 de julio de 2021     |                          |                                                            |  |  |  |  |  |  |  |  |  |  |  |  |  |  |
| Raúl Huamán Coronado | Ica             |  | FP        |  | Fuerza Popular                              | 27 de julio de 2021     |                          |                                                            |  |  |  |  |  |  |  |  |  |  |  |  |  |  |
| Mery Infantes Castañeda | Amazonas        |  | FP        |  | Fuerza Popular                              | 27 de julio de 2021     |                          |                                                            |  |  |  |  |  |  |  |  |  |  |  |  |  |  |
| Milagros Jáuregui de Aguayo | Lima            |  | RP        |  | Renovación Popular                          | 27 de julio de 2021     |                          |                                                            |  |  |  |  |  |  |  |  |  |  |  |  |  |  |
| José Jeri Oré | Lima            |  | SP        |  | Somos Perú                                  | 27 de julio de 2021     |                          |                                                            |  |  |  |  |  |  |  |  |  |  |  |  |  |  |
| David Jiménez Heredia | Junín           |  | FP        |  | Fuerza Popular                              | 27 de julio de 2021     |                          |                                                            |  |  |  |  |  |  |  |  |  |  |  |  |  |  |
| Heidy Juárez Calle | Piura           |  | APP5      |  | Podemos Perú                                | 27 de julio de 2021     |                          |                                                            |  |  |  |  |  |  |  |  |  |  |  |  |  |  |
| Patricia Juárez Gallegos | Lima            |  | FP        |  | Fuerza Popular                              | 27 de julio de 2021     |                          |                                                            |  |  |  |  |  |  |  |  |  |  |  |  |  |  |
| Edith Julón Irigoin | Cajamarca       |  | APP       |  | Alianza para el Progreso                    | 27 de julio de 2021     |                          |                                                            |  |  |  |  |  |  |  |  |  |  |  |  |  |  |
| Roberto Kamiche Morante | La Libertad     |  | PL4 6 8   |  | Alianza para el Progreso                    | 27 de julio de 2021     |                          |                                                            |  |  |  |  |  |  |  |  |  |  |  |  |  |  |
| Nieves Limachi Quispe | Tacna           |  | PL4 6     |  | Juntos por el Perú - Voces del Pueblo       | 11 de noviembre de 2021 |                          | Accesitaria de Fernando Herrera Mamani.                    |  |  |  |  |  |  |  |  |  |  |  |  |  |  |
| Juan Carlos Lizarzaburu | PEX             |  | FP        |  | Alianza para el Progreso                    | 27 de julio de 2021     |                          |                                                            |  |  |  |  |  |  |  |  |  |  |  |  |  |  |
| Jeny López Morales | Ucayali         |  | FP        |  | Fuerza Popular                              | 27 de julio de 2021     |                          |                                                            |  |  |  |  |  |  |  |  |  |  |  |  |  |  |
| Ilich López Ureña | Junín           |  | AP        |  | Acción Popular                              | 27 de julio de 2021     |                          |                                                            |  |  |  |  |  |  |  |  |  |  |  |  |  |  |
| José Luna Gálvez | Lima            |  | PP        |  | Podemos Perú                                | 27 de julio de 2021     |                          |                                                            |  |  |  |  |  |  |  |  |  |  |  |  |  |  |
| Ruth Luque Ibarra | Cusco           |  | JP6 12    |  | Bloque Democrático Popular                  | 27 de julio de 2021     |                          |                                                            |  |  |  |  |  |  |  |  |  |  |  |  |  |  |
| Edward Málaga Trillo | Lima            |  | PM10      |  | Avanza País                                 | 27 de julio de 2021     |                          |                                                            |  |  |  |  |  |  |  |  |  |  |  |  |  |  |
| Jorge Marticorena Mendoza | Ica             |  | PL2 8     |  | Alianza para el Progreso                    | 27 de julio de 2021     |                          |                                                            |  |  |  |  |  |  |  |  |  |  |  |  |  |  |
| Edwin Martínez Talavera | Arequipa        |  | AP        |  | No agrupados                                | 27 de julio de 2021     |                          |                                                            |  |  |  |  |  |  |  |  |  |  |  |  |  |  |
| Elizabeth Medina Hermosilla | Huánuco         |  | PL1       |  | Bloque Magisterial de Concertación Nacional | 27 de julio de 2021     |                          |                                                            |  |  |  |  |  |  |  |  |  |  |  |  |  |  |
| Esdras Medina Minaya | Arequipa        |  | RP        |  | Renovación Popular                          | 27 de julio de 2021     |                          |                                                            |  |  |  |  |  |  |  |  |  |  |  |  |  |  |
| Isaac Mita Alanoca | Tacna           |  | PL        |  | Perú Libre                                  | 29 de marzo de 2023     |                          | Accesitario de Betssy Chávez Chino.                        |  |  |  |  |  |  |  |  |  |  |  |  |  |  |
| Segundo Montalvo Cubas | Amazonas        |  | PL        |  | Perú Libre                                  | 27 de julio de 2021     |                          |                                                            |  |  |  |  |  |  |  |  |  |  |  |  |  |  |
| Silvia Monteza Facho | Cajamarca       |  | AP        |  | Acción Popular                              | 27 de julio de 2021     |                          |                                                            |  |  |  |  |  |  |  |  |  |  |  |  |  |  |
| Jorge Montoya Manrique | Lima            |  | RP7       |  | Honor y Democracia                          | 27 de julio de 2021     |                          |                                                            |  |  |  |  |  |  |  |  |  |  |  |  |  |  |
| Jorge Morante Figari | Loreto          |  | FP3       |  | Somos Perú                                  | 27 de julio de 2021     |                          |                                                            |  |  |  |  |  |  |  |  |  |  |  |  |  |  |
| Juan Mori Celis | Loreto          |  | AP        |  | Acción Popular                              | 27 de julio de 2021     |                          |                                                            |  |  |  |  |  |  |  |  |  |  |  |  |  |  |
| Martha Moyano Delgado | Lima            |  | FP        |  | Fuerza Popular                              | 27 de julio de 2021     |                          | Presidenta del Congreso Ad interim (5 Set. - 12 Set. 2022) |  |  |  |  |  |  |  |  |  |  |  |  |  |  |
| Alejandro Muñante Barrios | Lima            |  | RP        |  | Renovación Popular                          | 27 de julio de 2021     |                          |                                                            |  |  |  |  |  |  |  |  |  |  |  |  |  |  |
| Auristela Obando Morgan | Callao          |  | FP        |  | Fuerza Popular                              | 27 de julio de 2021     |                          |                                                            |  |  |  |  |  |  |  |  |  |  |  |  |  |  |
| Vivian Olivos Martínez | Lima Provincias |  | FP        |  | Fuerza Popular                              | 27 de julio de 2021     |                          |                                                            |  |  |  |  |  |  |  |  |  |  |  |  |  |  |
| Ariana Orué Medina | Callao          |  | PP        |  | Podemos Perú                                | 26 de julio de 2024     |                          | Accesitaria de Enrique Wong Pujada.                        |  |  |  |  |  |  |  |  |  |  |  |  |  |  |
| Flor Pablo Medina | Lima            |  | PM        |  | No agrupados                                | 27 de julio de 2021     |                          |                                                            |  |  |  |  |  |  |  |  |  |  |  |  |  |  |
| Javier Padilla Romero | Lima Provincias |  | RP7       |  | Honor y Democracia                          | 27 de julio de 2021     |                          |                                                            |  |  |  |  |  |  |  |  |  |  |  |  |  |  |
| Margot Palacios Huamán | Ayacucho        |  | PL        |  | No agrupados                                | 27 de julio de 2021     |                          |                                                            |  |  |  |  |  |  |  |  |  |  |  |  |  |  |
| Francis Paredes Castro | Ucayali         |  | PL1 5     |  | Podemos Perú                                | 27 de julio de 2021     |                          |                                                            |  |  |  |  |  |  |  |  |  |  |  |  |  |  |
| Karol Paredes Fonseca | San Martín      |  | AP10      |  | Avanza País                                 | 27 de julio de 2021     |                          |                                                            |  |  |  |  |  |  |  |  |  |  |  |  |  |  |
| Álex Paredes Gonzales | Arequipa        |  | PL1       |  | Bloque Magisterial de Concertación Nacional | 27 de julio de 2021     |                          |                                                            |  |  |  |  |  |  |  |  |  |  |  |  |  |  |
| Susel Paredes Piqué | Lima            |  | PM6 12    |  | Bloque Democrático Popular                  | 27 de julio de 2021     |                          |                                                            |  |  |  |  |  |  |  |  |  |  |  |  |  |  |
| Alfredo Pariona Sinche | Huancavelica    |  | PL9       |  | Bancada Socialista                          | 27 de julio de 2021     |                          |                                                            |  |  |  |  |  |  |  |  |  |  |  |  |  |  |
| José Pazo Nunura | Piura           |  | SP        |  | Somos Perú                                  | 26 de enero de 2023     |                          | Accesitario de Wilmar Elera García.                        |  |  |  |  |  |  |  |  |  |  |  |  |  |  |
| Luis Picón Quedo | Huánuco         |  | APP5      |  | Podemos Perú                                | 27 de julio de 2021     |                          |                                                            |  |  |  |  |  |  |  |  |  |  |  |  |  |  |
| Kelly Portalatino Ávalos | Áncash          |  | PL        |  | Perú Libre                                  | 27 de julio de 2021     |                          |                                                            |  |  |  |  |  |  |  |  |  |  |  |  |  |  |
| Marleny Portero López | Lambayeque      |  | AP        |  | Acción Popular                              | 27 de julio de 2021     |                          |                                                            |  |  |  |  |  |  |  |  |  |  |  |  |  |  |
| Segundo Quiroz Barboza | Cajamarca       |  | PL1       |  | Bloque Magisterial de Concertación Nacional | 27 de julio de 2021     |                          |                                                            |  |  |  |  |  |  |  |  |  |  |  |  |  |  |
| Wilson Quispe Mamani | Puno            |  | PL9 6     |  | Juntos por el Perú - Voces del Pueblo       | 27 de julio de 2021     |                          |                                                            |  |  |  |  |  |  |  |  |  |  |  |  |  |  |
| Jaime Quito Sarmiento | Arequipa        |  | PL9       |  | Bancada Socialista                          | 27 de julio de 2021     |                          |                                                            |  |  |  |  |  |  |  |  |  |  |  |  |  |  |
| Tania Ramírez García | Cajamarca       |  | FP        |  | Fuerza Popular                              | 27 de julio de 2021     |                          |                                                            |  |  |  |  |  |  |  |  |  |  |  |  |  |  |
| César Revilla Villanueva | Piura           |  | FP        |  | Fuerza Popular                              | 27 de julio de 2021     |                          |                                                            |  |  |  |  |  |  |  |  |  |  |  |  |  |  |
| Abel Reyes Cam | Huánuco         |  | PL        |  | Perú Libre                                  | 27 de julio de 2021     |                          |                                                            |  |  |  |  |  |  |  |  |  |  |  |  |  |  |
| Edgard Reymundo Mercado | Junín           |  | JP6 12    |  | Bloque Democrático Popular                  | 27 de julio de 2021     |                          |                                                            |  |  |  |  |  |  |  |  |  |  |  |  |  |  |
| Janet Rivas Chacara | Lima Provincias |  | PL        |  | Perú Libre                                  | 27 de julio de 2021     |                          |                                                            |  |  |  |  |  |  |  |  |  |  |  |  |  |  |
| Silvana Robles Araujo | Junín           |  | PL9       |  | Bancada Socialista                          | 27 de julio de 2021     |                          |                                                            |  |  |  |  |  |  |  |  |  |  |  |  |  |  |
| Fernando Rospigliosi Capurro | Lima            |  | FP        |  | Fuerza Popular                              | 19 de octubre de 2023   |                          | Accesitario de Hernando Guerra-García Campos.              |  |  |  |  |  |  |  |  |  |  |  |  |  |  |
| Magaly Ruíz Rodríguez | La Libertad     |  | APP       |  | Alianza para el Progreso                    | 27 de julio de 2021     |                          |                                                            |  |  |  |  |  |  |  |  |  |  |  |  |  |  |
| Hitler Saavedra Casternoque | Loreto          |  | SP        |  | Somos Perú                                  | 27 de julio de 2021     | 17 de septiembre de 2024 | Falleció durante su mandato.                               |  |  |  |  |  |  |  |  |  |  |  |  |  |  |
| Eduardo Salhuana Cavides | Madre de Dios   |  | APP       |  | Alianza para el Progreso                    | 27 de julio de 2021     |                          | Presidente del Congreso (Jul. 2024-.                       |  |  |  |  |  |  |  |  |  |  |  |  |  |  |
| Roberto Sánchez Palomino | Lima            |  | JP6       |  | Juntos por el Perú - Voces del Pueblo       | 27 de julio de 2021     |                          |                                                            |  |  |  |  |  |  |  |  |  |  |  |  |  |  |
| Magally Santisteban Suclupe | Tumbes          |  | FP        |  | Fuerza Popular                              | 25 de marzo de 2024     |                          | Accesitaria de María Cordero Jon Tay                       |  |  |  |  |  |  |  |  |  |  |  |  |  |  |
| Wilson Soto Palacios | Huancavelica    |  | AP        |  | Acción Popular                              | 27 de julio de 2021     |                          |                                                            |  |  |  |  |  |  |  |  |  |  |  |  |  |  |
| Alejandro Soto Reyes | Cusco           |  | APP       |  | Alianza para el Progreso                    | 27 de julio de 2021     |                          | Presidente del Congreso (2023-2024).                       |  |  |  |  |  |  |  |  |  |  |  |  |  |  |
| Germán Tacuri Valdivia | Ayacucho        |  | PL1       |  | Bloque Magisterial de Concertación Nacional | 27 de julio de 2021     |                          |                                                            |  |  |  |  |  |  |  |  |  |  |  |  |  |  |
| Elizabeth Taipe Coronado | Apurímac        |  | PL        |  | Perú Libre                                  | 27 de julio de 2021     |                          |                                                            |  |  |  |  |  |  |  |  |  |  |  |  |  |  |
| Edgar Tello Montes | Lima            |  | PL1 5     |  | Podemos Perú                                | 27 de julio de 2021     |                          |                                                            |  |  |  |  |  |  |  |  |  |  |  |  |  |  |
| Rosío Torres Salinas | Loreto          |  | APP       |  | Alianza para el Progreso                    | 27 de julio de 2021     |                          |                                                            |  |  |  |  |  |  |  |  |  |  |  |  |  |  |
| Cheryl Trigozo Reátegui | San Martín      |  | APP11     |  | Renovación Popular                          | 27 de julio de 2021     |                          |                                                            |  |  |  |  |  |  |  |  |  |  |  |  |  |  |
| Adriana Tudela Gutiérrez | Lima            |  | AvP       |  | Avanza País                                 | 27 de julio de 2021     |                          |                                                            |  |  |  |  |  |  |  |  |  |  |  |  |  |  |
| Katy Ugarte Mamani | Cusco           |  | PL1       |  | Bloque Magisterial de Concertación Nacional | 27 de julio de 2021     |                          |                                                            |  |  |  |  |  |  |  |  |  |  |  |  |  |  |
| Héctor Valer Pinto | Lima            |  | RP3 4     |  | Somos Perú                                  | 27 de julio de 2021     |                          |                                                            |  |  |  |  |  |  |  |  |  |  |  |  |  |  |
| Elías Varas Meléndez | Áncash          |  | PL2 6     |  | Juntos por el Perú - Voces del Pueblo       | 27 de julio de 2021     |                          |                                                            |  |  |  |  |  |  |  |  |  |  |  |  |  |  |
| Lucinda Vásquez Vela | San Martín      |  | PL1       |  | Bloque Magisterial de Concertación Nacional | 27 de julio de 2021     |                          |                                                            |  |  |  |  |  |  |  |  |  |  |  |  |  |  |
| Héctor Ventura Ángel | Tumbes          |  | FP        |  | Fuerza Popular                              | 27 de julio de 2021     |                          |                                                            |  |  |  |  |  |  |  |  |  |  |  |  |  |  |
| Elvis Vergara Mendoza | Ucayali         |  | AP        |  | Acción Popular                              | 27 de julio de 2021     |                          |                                                            |  |  |  |  |  |  |  |  |  |  |  |  |  |  |
| José Williams Zapata | Lima            |  | AvP       |  | Avanza País                                 | 27 de julio de 2021     |                          | Presidente del Congreso (2022-2023).                       |  |  |  |  |  |  |  |  |  |  |  |  |  |  |
| Enrique Wong Pujada | Callao          |  | PP        |  | Podemos Perú                                | 27 de julio de 2021     | 13 de julio de 2024      | Falleció durante su mandato.                               |  |  |  |  |  |  |  |  |  |  |  |  |  |  |
| Norma Yarrow Lumbreras | Lima            |  | RP        |  | Renovación Popular                          | 27 de julio de 2021     |                          |                                                            |  |  |  |  |  |  |  |  |  |  |  |  |  |  |
| Óscar Zea Choquechambi | Puno            |  | PL5 1     |  | Bloque Magisterial de Concertación Nacional | 27 de julio de 2021     |                          |                                                            |  |  |  |  |  |  |  |  |  |  |  |  |  |  |
| Jorge Zeballos Aponte | PEX             |  | RP        |  | Renovación Popular                          | 27 de julio de 2021     |                          |                                                            |  |  |  |  |  |  |  |  |  |  |  |  |  |  |
| Carlos Zeballos Madariaga | Puno            |  | AP4 13 12 |  | Bloque Democrático Popular                  | 27 de julio de 2021     |                          |                                                            |  |  |  |  |  |  |  |  |  |  |  |  |  |  |
| Ana Zegarra Saboya | Loreto          |  | SP        |  | Somos Perú                                  | 2 de octobre de 2024    |                          | Accesitaria de Hitler Saavedra Casternoque.                |  |  |  |  |  |  |  |  |  |  |  |  |  |  |
| Cruz María Zeta Chunga | Piura           |  | FP        |  | Fuerza Popular                              | 27 de julio de 2021     |                          |                                                            |  |  |  |  |  |  |  |  |  |  |  |  |  |  |
| Fuente: |                 |  |           |  |                                             |                         |                          |                                                            |  |  |  |  |  |  |  |  |  |  |  |  |  |  |
| Notas: 1 Renunciaron al partido Perú Libre y se unieron al grupo parlamentario Bloque Magisterial de Concertación Nacional. 2 Renunciaron al partido Perú Libre y se unieron al grupo parlamentario Perú Bicentenario. 3 Renunciaron al partido Renovación Popular y se unieron al grupo parlamentario Somos Perú. 4 Renunciaron a su partido de origen y se unieron al grupo parlamentario Perú Democrático. 5 Renunciaron a su partido de origen y se unieron al grupo parlamentario Podemos Perú. 6 Unieron al grupo parlamentario Cambio Democrático - Juntos por el Perú. 7 Unieron al grupo parlamentario Honor y Democracia. 8 Unieron al grupo parlamentario Alianza para el Progreso. 9 Unieron al grupo parlamentario Bancada Socialista. 10 Unieron al grupo parlamentario Avanza País. 11 Unieron al grupo parlamentario Renovación Popular. 12 Unieron al grupo parlamentario Bloque Democrático Popular. 13 Unieron al grupo parlamentario Podemos Perú. |                 |  |           |  |                                             |                         |                          |                                                            |  |  |  |  |  |  |  |  |  |  |  |  |  |  |
| Notas: |                 |  |           |  |                                             |                         |                          |                                                            |  |  |  |  |  |  |  |  |  |  |  |  |  |  |
| 1 Renunciaron al partido Perú Libre y se unieron al grupo parlamentario Bloque Magisterial de Concertación Nacional. 2 Renunciaron al partido Perú Libre y se unieron al grupo parlamentario Perú Bicentenario. 3 Renunciaron al partido Renovación Popular y se unieron al grupo parlamentario Somos Perú. 4 Renunciaron a su partido de origen y se unieron al grupo parlamentario Perú Democrático. 5 Renunciaron a su partido de origen y se unieron al grupo parlamentario Podemos Perú. 6 Unieron al grupo parlamentario Cambio Democrático - Juntos por el Perú. 7 Unieron al grupo parlamentario Honor y Democracia. 8 Unieron al grupo parlamentario Alianza para el Progreso. 9 Unieron al grupo parlamentario Bancada Socialista. 10 Unieron al grupo parlamentario Avanza País. 11 Unieron al grupo parlamentario Renovación Popular. 12 Unieron al grupo parlamentario Bloque Democrático Popular. 13 Unieron al grupo parlamentario Podemos Perú.        |                 |  |           |  |                                             |                         |                          |                                                            |  |  |  |  |  |  |  |  |  |  |  |  |  |  |

### Comisiones ordinarias

#### Periodo Anual de Sesiones 2021-2022
| 1 | Comisión Ordinaria Agraria                                                                                           | Vivian Olivos ( Fuerza Popular)            | Raúl Doroteo ( Acción Popular)            | Freddy Díaz ( Alianza para el Progreso)      |
| 2 | Comisión Ordinaria de Ciencia, Innovación y Tecnología                                                               | Flavio Cruz ( Perú Libre)                  | Segundo Montalvo ( Perú Libre)            | Edward Málaga ( Partido Morado)              |
| 3 | Comisión Ordinaria de Comercio Exterior y Turismo                                                                    | Germán Tacuri ( Perú Libre)                | Edwin Martínez ( Acción Popular)          | Betssy Chávez ( Perú Libre)                  |
| 4 | Comisión Ordinaria de Constitución y Reglamento                                                                      | Patricia Juárez ( Fuerza Popular)          | Gladys Echaíz ( Alianza para el Progreso) | Adriana Tudela ( Avanza País)                |
| 5 | Comisión Ordinaria de Cultura y Patrimonio Cultural                                                                  | Álex Flores ( Perú Libre)                  | Javier Padilla ( Renovación Popular)      | Katy Ugarte ( Perú Libre)                    |
| 6 | Comisión Ordinaria de Defensa del Consumidor y Organismos Reguladores de los Servicios Públicos                      | José Luna Gálvez ( Podemos Perú)           | Alfredo Pariona ( Perú Libre)             | Roberto Kamiche ( Perú Libre)                |
| 7 | Comisión Ordinaria de Defensa Nacional, Orden Interno, Desarrollo Alternativo y Lucha Contra las Drogas              | José Williams ( Avanza País)               | Jeny López ( Fuerza Popular)              | Jorge Montoya ( Renovación Popular)          |
| 8 | Comisión Ordinaria de Descentralización, Regionalización, Gobiernos Locales y Modernización de la Gestión del Estado | Norma Yarrow ( Avanza País)                | Auristela Obando ( Fuerza Popular)        | Rosio Torres ( Alianza para el Progreso)     |
| 9 | Comisión Ordinaria de Economía, Banca, Finanzas e Inteligencia Financiera                                            | Silvia Monteza ( Acción Popular)           | Roberto Kamiche ( Perú Libre)             | Carlos Anderson ( Podemos Perú)              |
| 10 | Comisión Ordinaria de Educación, Juventud y Deporte                                                                  | Esdras Medina ( Renovación Popular)        | Álex Paredes ( Perú Libre)                | Karol Paredes ( Acción Popular)              |
| 11 | Comisión Ordinaria de Energía y Minas                                                                                | Carlos Alva ( Acción Popular)              | Diana Gonzales ( Avanza País)             | Eduardo Salhuana ( Alianza para el Progreso) |
| 12 | Comisión Ordinaria de Fiscalización y Contraloría                                                                    | Alejandro Aguinaga ( Fuerza Popular)       | Enrique Wong ( Podemos Perú)              | Edgard Reymundo ( Juntos por el Perú)        |
| 13 | Comisión Ordinaria de Inclusión Social y Personas con Discapacidad                                                   | Abel Reyes ( Perú Libre)                   | Hilda Portero ( Acción Popular)           | Milagros Jáuregui ( Renovación Popular)      |
| 14 | Comisión Ordinaria de Inteligencia                                                                                   | José Cueto ( Renovación Popular)           | Americo Gonza ( Perú Libre)               | Luis Cordero ( Fuerza Popular)               |
| 15 | Comisión Ordinaria de Justicia y Derechos Humanos                                                                    | Gladys Echaíz ( Alianza para el Progreso)  | José María Balcázar ( Perú Libre)         | Héctor Ventura ( Fuerza Popular)             |
| 16 | Comisión Ordinaria de Mujer y Familia                                                                                | Elizabeth Medina ( Perú Libre)             | Rosangella Barbarán ( Fuerza Popular)     | Jessica Córdova ( Avanza País)               |
| 17 | Comisión Ordinaria de Presupuesto y Cuenta General de la República                                                   | Héctor Acuña ( Alianza para el Progreso)   | Wilson Quispe ( Perú Libre)               | Arturo Alegría ( Fuerza Popular)             |
| 18 | Comisión Ordinaria de Producción, Micro y Pequeña Empresa y Cooperativas                                             | Jaime Quito ( Perú Libre)                  | Víctor Flores ( Fuerza Popular)           | Pasión Dávila ( Perú Libre)                  |
| 19 | Comisión Ordinaria de Pueblos Andinos, Amazónicos y Afroperuanos, Ambiente y Ecología                                | Margot Palacios ( Perú Libre)              | Ruth Luque ( Juntos por el Perú)          | Janet Rivas ( Perú Libre)                    |
| 20 | Comisión Ordinaria de Relaciones Exteriores                                                                          | Ernesto Bustamante ( Fuerza Popular)       | Jorge Zeballos ( Renovación Popular)      | Ilich López ( Acción Popular)                |
| 21 | Comisión Ordinaria de Salud y Población                                                                              | Hitler Saavedra ( Somos Perú)              | Elva Julon ( Alianza para el Progreso)    | Kelly Portalatino ( Perú Libre)              |
| 22 | Comisión Ordinaria de Trabajo y Seguridad Social                                                                     | Isabel Cortez ( Juntos por el Perú)        | Juan Burgos ( Avanza País)                | Fernando Herrera ( Perú Libre)               |
| 23 | Comisión Ordinaria de Transportes y Comunicaciones                                                                   | Alejandro Soto ( Alianza para el Progreso) | Wilmar Elera ( Somos Perú)                | Luis Aragón ( Acción Popular)                |
| 24 | Comisión Ordinaria de Vivienda y Construcción                                                                        | Darwin Espinoza ( Acción Popular)          | María Acuña ( Alianza para el Progreso)   | Víctor Flores ( Fuerza Popular)              |
| | |                                            |                                           |                                              |
| Fuente: | |                                            |                                           |                                              |
| Notas: - Los partidos políticos Somos Perú y Partido Morado conforman un solo grupo parlamentario ( Somos Perú - Partido Morado ). | |                                            |                                           |                                              |
| Notas: | |                                            |                                           |                                              |
| - Los partidos políticos Somos Perú y Partido Morado conforman un solo grupo parlamentario (Somos Perú - Partido Morado).          | |                                            |                                           |                                              |

#### Periodo Anual de Sesiones 2022-2023
| 1       | Comisión Ordinaria Agraria                                                                                           | Nilza Chacón ( Fuerza Popular)           | Edwin Martínez ( Acción Popular)             | Manuel García ( Alianza para el Progreso) |
| 2       | Comisión Ordinaria de Ciencia, Innovación y Tecnología                                                               | Segundo Montalvo ( Perú Libre)           | Segundo Quiroz (Bloque Magisterial)          | Roberto Kamiche ( Perú Democrático)       |
| 3       | Comisión Ordinaria de Comercio Exterior y Turismo                                                                    | Edgar Tello (Bloque Magisterial)         | Carlos Alva (No Agrupado)                    | María Agüero ( Perú Libre)                |
| 4       | Comisión Ordinaria de Constitución y Reglamento                                                                      | Hernando Guerra-García ( Fuerza Popular) | Lady Camones ( Alianza para el Progreso)     | Alejandro Cavero ( Avanza País)           |
| 5       | Comisión Ordinaria de Cultura y Patrimonio Cultural                                                                  | Héctor Acuña (No Agrupado)               | Javier Padilla ( Renovación Popular)         | Karol Paredes ( Acción Popular)           |
| 6       | Comisión Ordinaria de Defensa del Consumidor y Organismos Reguladores de los Servicios Públicos                      | Eliís Varas (Perú Bicentenario)          | Digna Calle ( Podemos Perú)                  | Adriana Tudela ( Avanza País)             |
| 7       | Comisión Ordinaria de Defensa Nacional, Orden Interno, Desarrollo Alternativo y Lucha Contra las Drogas              | Diego Bazán ( Avanza País)               | Tania Ramírez ( Fuerza Popular)              | Alfredo Azurín ( Somos Perú)              |
| 8       | Comisión Ordinaria de Descentralización, Regionalización, Gobiernos Locales y Modernización de la Gestión del Estado | Diana Gonzáles ( Avanza País)            | Germán Tacuri (Bloque Magisterial)           | Magaly Ruiz ( Alianza para el Progreso)   |
| 9       | Comisión Ordinaria de Economía, Banca, Finanzas e Inteligencia Financiera                                            | Rosangella Barbarán ( Fuerza Popular)    | Waldemar Cerrón ( Perú Libre)                | Ilich López ( Acción Popular)             |
| 10      | Comisión Ordinaria de Educación, Juventud y Deporte                                                                  | Gladys Echaíz ( Renovación Popular)      | Wilson Quispe ( Perú Libre)                  | Juan Mori ( Acción Popular)               |
| 11      | Comisión Ordinaria de Energía y Minas                                                                                | Jorge Flores ( Acción Popular)           | Diego Bazán ( Avanza País)                   | Alfredo Pariona ( Perú Libre)             |
| 12      | Comisión Ordinaria de Fiscalización y Contraloría                                                                    | Héctor Ventura ( Fuerza Popular)         | Patricia Chirinos ( Avanza País)             | Edgard Reymundo ( Juntos por el Perú)     |
| 13      | Comisión Ordinaria de Inclusión Social y Personas con Discapacidad                                                   | Roberto Kamiche ( Perú Democrático)      | Hitler Saavedra ( Somos Perú)                | Milagros Jáuregui ( Renovación Popular)   |
| 14      | Comisión Ordinaria de Inteligencia                                                                                   | José Cueto ( Renovación Popular)         | Americo Gonza ( Perú Libre)                  | Luis Cordero ( Fuerza Popular)            |
| 15      | Comisión Ordinaria de Justicia y Derechos Humanos                                                                    | Americo Gonza ( Perú Libre)              | José Balcázar (Perú Bicentenario)            | Álex Paredes (Bloque Magisterial)         |
| 16      | Comisión Ordinaria de Mujer y Familia                                                                                | Lucinda Vásquez (Bloque Magisterial)     | Nieves Limachi ( Perú Democrático)           | Jorge Marticorena (Perú Bicentenario)     |
| 17      | Comisión Ordinaria de Presupuesto y Cuenta General de la República                                                   | José Luna Gálvez ( Podemos Perú)         | José Arriola ( Acción Popular)               | Alejandro Aguinaga ( Fuerza Popular)      |
| 18      | Comisión Ordinaria de Producción, Micro y Pequeña Empresa y Cooperativas                                             | Esdras Medina ( Somos Perú)              | Víctor Flores ( Fuerza Popular)              | TBA                                       |
| 19      | Comisión Ordinaria de Pueblos Andinos, Amazónicos y Afroperuanos, Ambiente y Ecología                                | Elizabeth Taipe ( Perú Libre)            | Ruth Luque ( Juntos por el Perú)             | Kira Alcarraz ( Podemos Perú)             |
| 20      | Comisión Ordinaria de Relaciones Exteriores                                                                          | Maricarmen Alva ( Acción Popular)        | Juan Carlos Lizarzaburu ( Fuerza Popular)    | Jorge Zeballos ( Renovación Popular)      |
| 21      | Comisión Ordinaria de Salud y Población                                                                              | Elva Julon ( Alianza para el Progreso)   | César Revilla ( Fuerza Popular)              | Álex Flores ( Perú Libre)                 |
| 22      | Comisión Ordinaria de Trabajo y Seguridad Social                                                                     | Sigrid Bazán ( Juntos por el Perú)       | Miguel Ciccia ( Renovación Popular)          | Lucinda Vásquez (Bloque Magisterial)      |
| 23      | Comisión Ordinaria de Transportes y Comunicaciones                                                                   | Luis Aragón ( Acción Popular)            | Eduardo Salhuana ( Alianza para el Progreso) | Vivian Olivos ( Fuerza Popular)           |
| 24      | Comisión Ordinaria de Vivienda y Construcción                                                                        | María Acuña ( Alianza para el Progreso)  | Darwin Espinoza ( Acción Popular)            | Luis Cordero ( Fuerza Popular)            |
|         | |                                          |                                              |                                           |
| Fuente: | |                                          |                                              |                                           |

### Periodo Anual de Sesiones 2023-2024
Comisiones Ordinarias del Congreso (2023-2024)
| 1       | Comisión Ordinaria Agraria                                                                                           | Eduardo Castillo ( Fuerza Popular)                           | Kelly Portalatino ( Perú Libre)                          | Magaly Ruiz ( Alianza para el Progreso)                    |
| 2       | Comisión Ordinaria de Ciencia, Innovación y Tecnología                                                               | Carlos Zeballos ( Podemos Perú)                              | Jorge Flores ( Acción Popular)                           | David Jiménez ( Fuerza Popular)                            |
| 3       | Comisión Ordinaria de Comercio Exterior y Turismo                                                                    | Hamlet Echevarria ( Cambio Democrático - Juntos por el Perú) | Elías Varas (Perú Bicentenario)                          | TBA                                                        |
| 4       | Comisión Ordinaria de Constitución y Reglamento                                                                      | Martha Moyano ( Fuerza Popular)                              | Adriana Tudela ( Avanza País)                            | Jorge Marticorena (Perú Bicentenario)                      |
| 5       | Comisión Ordinaria de Cultura y Patrimonio Cultural                                                                  | Héctor Acuña (Unidad y Diálogo Parlamentario)                | Susel Paredes ( Cambio Democrático - Juntos por el Perú) | Javier Padilla ( Renovación Popular)                       |
| 6       | Comisión Ordinaria de Defensa del Consumidor y Organismos Reguladores de los Servicios Públicos                      | Wilson Soto ( Acción Popular)                                | Rosangella Barbarán ( Fuerza Popular)                    | Adriana Tudela ( Avanza País)                              |
| 7       | Comisión Ordinaria de Defensa Nacional, Orden Interno, Desarrollo Alternativo y Lucha Contra las Drogas              | Patricia Chirinos ( Avanza País)                             | Juan Carlos Lizarzaburu ( Fuerza Popular)                | Jorge Montoya ( Renovación Popular)                        |
| 8       | Comisión Ordinaria de Descentralización, Regionalización, Gobiernos Locales y Modernización de la Gestión del Estado | Alejandro Cavero ( Avanza País)                              | Auristela Obando ( Fuerza Popular)                       | Margot Palacios ( Perú Libre)                              |
| 9       | Comisión Ordinaria de Economía, Banca, Finanzas e Inteligencia Financiera                                            | César Revilla ( Fuerza Popular)                              | Segundo Montalvo ( Perú Libre)                           | Alejandro Cavero ( Avanza País)                            |
| 10      | Comisión Ordinaria de Educación, Juventud y Deporte                                                                  | José Balcazar (Perú Bicentenario)                            | Paul Gutiérrez (Bloque Magisterial)                      | Esdras Medina (Unidad y Diálogo Parlamentario)             |
| 11      | Comisión Ordinaria de Energía y Minas                                                                                | Segundo Quiroz (Bloque Magisterial)                          | Héctor Ventura ( Fuerza Popular)                         | Kelly Portalatino ( Perú Libre)                            |
| 12      | Comisión Ordinaria de Fiscalización y Contraloría                                                                    | Wilson Quispe ( Perú Libre)                                  | Eduardo Salhuana ( Alianza para el Progreso)             | Héctor Valer ( Somos Perú)                                 |
| 13      | Comisión Ordinaria de Inclusión Social y Personas con Discapacidad                                                   | Kira Alcarraz ( Podemos Perú)                                | Miguel Ciccia ( Renovación Popular)                      | Lucinda Vásquez (Bloque Magisterial)                       |
| 14      | Comisión Ordinaria de Inteligencia                                                                                   | José Cueto ( Renovación Popular)                             | Americo Gonza ( Perú Libre)                              | Patricia Juárez ( Fuerza Popular)                          |
| 15      | Comisión Ordinaria de Justicia y Derechos Humanos                                                                    | Janet Rivas ( Perú Libre)                                    | Alejandro Muñante ( Renovación Popular)                  | Nieves Limachi ( Cambio Democrático - Juntos por el Perú)  |
| 16      | Comisión Ordinaria de Mujer y Familia                                                                                | Milagros Jáuregui ( Renovación Popular)                      | TBA                                                      | Hilda Portero ( Acción Popular)                            |
| 17      | Comisión Ordinaria de Presupuesto y Cuenta General de la República                                                   | José Jeri ( Somos Perú)                                      | María Acuña ( Alianza para el Progreso)                  | Arturo Alegría ( Fuerza Popular)                           |
| 18      | Comisión Ordinaria de Producción, Micro y Pequeña Empresa y Cooperativas                                             | Jorge Morante ( Fuerza Popular)                              | José Pazo ( Somos Perú)                                  | Roberto Sánchez ( Cambio Democrático - Juntos por el Perú) |
| 19      | Comisión Ordinaria de Pueblos Andinos, Amazónicos y Afroperuanos, Ambiente y Ecología                                | Ruth Luque ( Juntos por el Perú)                             | Francis Paredes ( Podemos Perú)                          | María Taipe ( Perú Libre)                                  |
| 20      | Comisión Ordinaria de Relaciones Exteriores                                                                          | Alejandro Aguinaga ( Fuerza Popular)                         | José Williams ( Avanza País)                             | Heidy Juárez ( Podemos Perú)                               |
| 21      | Comisión Ordinaria de Salud y Población                                                                              | Nelcy Heidinger ( Alianza para el Progreso)                  | Mery Infantes ( Fuerza Popular)                          | Edgar Tello (Bloque Magisterial)                           |
| 22      | Comisión Ordinaria de Trabajo y Seguridad Social                                                                     | Pasión Dávila (Bloque Magisterial)                           | Isabel Cortez ( Juntos por el Perú)                      | Cruz Zeta ( Fuerza Popular)                                |
| 23      | Comisión Ordinaria de Transportes y Comunicaciones                                                                   | Eduardo Salhuana ( Alianza para el Progreso)                 | Oscar Zea (Bloque Magisterial)                           | Héctor Acuña (Unidad y Diálogo Parlamentario)              |
| 24      | Comisión Ordinaria de Vivienda y Construcción                                                                        | María Agüero ( Perú Libre)                                   | Juan Burgos (Unidad y Diálogo Parlamentario)             | Manuel García ( Alianza para el Progreso)                  |
|         | |                                                              |                                                          |                                                            |
| Fuente: | |                                                              |                                                          |                                                            |
| Notas:  | |                                                              |                                                          |                                                            |
| Notas:  | |                                                              |                                                          |                                                            |
|         | |                                                              |                                                          |                                                            |

### Periodo Anual de Sesiones 2024-2025
Comisiones Ordinarias del Congreso (2024-2025)
| Comisión | Comisión | Presidencia                                                | Vicepresidencia                                        | Secretaría                                              |
| -------- | --- | ---------------------------------------------------------- | ------------------------------------------------------ | ------------------------------------------------------- |
| 1        | Comisión Ordinaria Agraria                                                                                           | Eduardo Castillo ( Fuerza Popular)                         | María Taipe ( Perú Libre)                              | Elva Julon ( Alianza para el Progreso)                  |
| 2        | Comisión Ordinaria de Ciencia, Innovación y Tecnología                                                               | Alfredo Pariona (Bancada Socialista)                       | Carlos Zeballos ( Podemos Perú)                        | Edward Málaga ( Avanza País)                            |
| 3        | Comisión Ordinaria de Comercio Exterior y Turismo                                                                    | Noelia Herrera ( Renovación Popular)                       | Margot Palacios ( Juntos por el Perú-Voces del Pueblo) | Magally Santisteban ( Fuerza Popular)                   |
| 4        | Comisión Ordinaria de Constitución y Reglamento                                                                      | Fernando Rospigliosi ( Fuerza Popular)                     | Luis Aragón ( Acción Popular)                          | Lady Camones ( Alianza para el Progreso)                |
| 5        | Comisión Ordinaria de Cultura y Patrimonio Cultural                                                                  | Edgard Reymundo (Bloque Democrático Popular)               | Héctor Acuña (Honor y Democracia)                      | Karol Paredes ( Avanza País)                            |
| 6        | Comisión Ordinaria de Defensa del Consumidor y Organismos Reguladores de los Servicios Públicos                      | Manuel García ( Alianza para el Progreso)                  | Ernesto Bustamante ( Fuerza Popular)                   | Guido Bellido ( Podemos Perú)                           |
| 7        | Comisión Ordinaria de Defensa Nacional, Orden Interno, Desarrollo Alternativo y Lucha Contra las Drogas              | Adriana Tudela ( Avanza País)                              | Luis Kamiche ( Alianza para el Progreso)               | Jorge Montoya (Honor y Democracia)                      |
| 8        | Comisión Ordinaria de Descentralización, Regionalización, Gobiernos Locales y Modernización de la Gestión del Estado | Ana Zegarra ( Somos Perú)                                  | Eduardo Castillo ( Fuerza Popular)                     | Luis Aragón ( Acción Popular)                           |
| 9        | Comisión Ordinaria de Economía, Banca, Finanzas e Inteligencia Financiera                                            | Ilich Lopez ( Acción Popular)                              | Rosangella Barbarán ( Fuerza Popular)                  | José Jerí ( Somos Perú)                                 |
| 10       | Comisión Ordinaria de Educación, Juventud y Deporte                                                                  | Segundo Montalvo ( Perú Libre)                             | Alex Paredes (Bloque Magisterial)                      | Milagros Jáuregui ( Renovación Popular)                 |
| 11       | Comisión Ordinaria de Energía y Minas                                                                                | Paul Gutierrez (Bloque Magisterial)                        | Diana Gonzáles ( Avanza País)                          | Raúl Doroteo ( Acción Popular)                          |
| 12       | Comisión Ordinaria de Fiscalización y Contraloría                                                                    | Juan Burgos ( Podemos Perú)                                | Héctor Valer ( Somos Perú)                             | Segundo Montalvo ( Perú Libre)                          |
| 13       | Comisión Ordinaria de Inclusión Social y Personas con Discapacidad                                                   | Francis Paredes ( Podemos Perú)                            | Hilda Portero ( Acción Popular)                        | Cheryl Trigozo ( Renovación Popular)                    |
| 14       | Comisión Ordinaria de Inteligencia                                                                                   | José Cueto ( Renovación Popular)                           | Americo Gonza ( Perú Libre)                            | Fernando Rospigliosi ( Fuerza Popular)                  |
| 15       | Comisión Ordinaria de Justicia y Derechos Humanos                                                                    | Isaac MIta ( Perú Libre)                                   | Alejandro Cavero ( Avanza País)                        | Francis Paredes ( Podemos Perú)                         |
| 16       | Comisión Ordinaria de Mujer y Familia                                                                                | María Cordova ( Renovación Popular)                        | Kira Alcarraz ( Podemos Perú)                          | Nieves Limachi ( Cambio Democrático - Voces del Pueblo) |
| 17       | Comisión Ordinaria de Presupuesto y Cuenta General de la República                                                   | Lady Camones ( Alianza para el Progreso)                   | José Arriola ( Podemos Perú)                           | César Revilla ( Fuerza Popular)                         |
| 18       | Comisión Ordinaria de Producción, Micro y Pequeña Empresa y Cooperativas                                             | Tania Ramirez ( Fuerza Popular)                            | Esdras Medina ( Renovación Popular)                    | Pasión Dávila (Bancada Socialista)                      |
| 19       | Comisión Ordinaria de Pueblos Andinos, Amazónicos y Afroperuanos, Ambiente y Ecología                                | Guillermo Bermejo ( Cambio Democrático - Voces del Pueblo) | Jaime Quito (Bancada Socialista)                       | Isaac MIta ( Perú Libre)                                |
| 20       | Comisión Ordinaria de Relaciones Exteriores                                                                          | Auristela Obando ( Fuerza Popular)                         | Jorge Zeballos ( Renovación Popular)                   | Juan Carlos Lizarzaburu ( Alianza para el Progreso)     |
| 21       | Comisión Ordinaria de Salud y Población                                                                              | Luis Picón ( Podemos Perú)                                 | Nelcy Heidinger ( Alianza para el Progreso)            | Susel Paredes (Bloque Democrático Popular)              |
| 22       | Comisión Ordinaria de Trabajo y Seguridad Social                                                                     | Elva Julon ( Alianza para el Progreso)                     | Isabel Cortez ( Juntos por el Perú)                    | Juan Burgos ( Podemos Perú)                             |
| 23       | Comisión Ordinaria de Transportes y Comunicaciones                                                                   | Hilda Portero ( Acción Popular)                            | Magaly Ruiz ( Alianza para el Progreso)                | Nilza Chacón ( Fuerza Popular)                          |
| 24       | Comisión Ordinaria de Vivienda y Construcción                                                                        | Roselli Amuruz ( Avanza País)                              | Mery Infantes ( Fuerza Popular)                        | Germán Tacuri (Bloque Magisterial)                      |
|          | |                                                            |                                                        |                                                         |

## Congresistas con mayor antigüedad
| Congresista | Congresista                 | Partido | Partido                  | Distrito electoral | Inicio (primer periodo) | Experiencia previa                                                                                          | Comisiones y posiciones de liderazgo                                                                                      |
| ----------- | --------------------------- | ------- | ------------------------ | ------------------ | ----------------------- | --- | --- |
| 1           | José Luna Gálvez            |         | Podemos Perú             | Lima               | 27 de julio del 2000    | Congresista por distrito único (2000-2001) Congresista por Lima (2001-2006, 2006-2011 y 2011-2016)(16 años) | Portavoz de Podemos Perú. Presidente de la Comisión Ordinaria de Presupuesto y Cuenta General de la República (2022-2023) |
| 2           | Martha Moyano Delgado       |         | Fuerza Popular           | Lima               | 27 de julio del 2000    | Congresista por distrito único (2000-2001) Congresista por Lima (2001-2006 y 2006-2011)(11 años)            | Primera vicepresidenta del Congreso (2022-2023)                                                                           |
| 3           | Alejandro Aguinaga          |         | Fuerza Popular           | Lambayeque         | 27 de julio del 2006    | Congresista por Lambayeque (2006-2011 y 2011-2016)(10 años)                                                 | Presidente de la Comisión Ordinaria de Relaciones Exteriores (2023-2024)                                                  |
| 4           | Enrique Wong Pujada         |         | Podemos Perú             | Callao             | 27 de julio de 1985     | Diputado por Callao (1985-1990) Congresista por Callao (2011-2016)(10 años)                                 | Segundo vicepresidente del Congreso (2021-2022)                                                                           |
| 5           | Eduardo Salhuana Cavides    |         | Alianza para el Progreso | Madre de Dios      | 27 de julio del 1990    | Diputado por Madre de Dios (1990-1992) Congresista por Madre de Dios (2001-2006)(6 años y 8 meses)          | Presidente del Congreso (2024-2025)                                                                                       |
| 6           | José Elías Ávalos           |         | Podemos Perú             | Ica                | 27 de julio del 2000    | Congresista por distrito único (2000-2001) Congresista por Ica (2011-2016)(6 años)                          | |
| 7           | María Cordero Jon Tay       |         | Fuerza Popular           | Tumbes             | 27 de julio del 2011    | Congresista por Tumbes (2011-2016)(5 años)                                                                  | |
| 8           | Edgard Reymundo Mercado     |         | Juntos por el Perú       | Junín              | 27 de julio del 2006    | Congresista por Junín (2006-2011)(5 años)                                                                   | Presidente de la Comisión Ordinaria de Cultura y Patrimonio Cultural (2024-2025)                                          |
| 9           | Miguel Ángel Ciccia Vásquez |         | Renovación Popular       | Piura              | 27 de julio de 1990     | Diputado por Piura (1990-1992)(1 año y 8 meses)                                                             | Vicepresidente de la Comisión Ordinaria de Inclusión Social y Personas con Discapacidad (2023-2024)                       |

## Legislación

### Reformas constitucionales
Para 2024, se modificaron alrededor de 60 artículos de la Constitución.
| Ley          | Fecha de votación     | Votación | Votación | Votación | Fecha de publicación   | Estado  | Notas | Ref.  |
| Ley          | Fecha de votación     | Sí       | No       | Abs.     | Fecha de publicación   | Estado  | Notas | Ref.  |
| ------------ | --------------------- | -------- | -------- | -------- | ---------------------- | ------- | ----- | ----- |
| Ley N° 31988 | 19 de marzo de 2024   | 91       | 31       | 1        | 20 de marzo de 2024    | Vigente |       | [ 6 ] |
| Ley N° 32153 | 17 de octubre de 2024 | 72       | 20       | 8        | 5 de noviembre de 2024 | Vigente |       | [ 7 ] |

### Leyes
| Ley          | Fecha de votación        | Votación | Votación | Votación | Fecha de publicación     | Estado  | Notas                                               | Ref.   |
| Ley          | Fecha de votación        | Sí       | No       | Abs.     | Fecha de publicación     | Estado  | Notas                                               | Ref.   |
| ------------ | ------------------------ | -------- | -------- | -------- | ------------------------ | ------- | --------------------------------------------------- | ------ |
| Ley N° 31352 | 16 de septiembre de 2021 | 70       | 32       | 14       | 17 de septiembre de 2021 | Vigente |                                                     | [ 8 ]  |
| Ley N° 31354 | 29 de septiembre de 2021 | 93       | 15       | 5        | 1 de octubre de 2021     | Vigente |                                                     | [ 9 ]  |
| Ley N° 31355 | 16 de septiembre de 2021 | 74       | 41       | 3        | –                        | Vigente | Observada por el Poder Ejecutivo                    | [ 8 ]  |
| Ley N° 31355 | 19 de octubre de 2021    | 79       | 43       | 3        | 21 de octubre de 2021    | Vigente | Demanda de inconstitucionalidad declarada infundada | [ 10 ] |
| Ley N° 31357 | 28 de octubre de 2021    | 83       | 26       | 2        | 31 de octubre de 2021    | Vigente |                                                     | [ 11 ] |
| Ley N° 31358 | 16 de junio de 2021      | 105      | 0        | 0        | –                        | Vigente | Observada por el Poder Ejecutivo                    | [ 12 ] |
| Ley N° 31358 | 11 de noviembre de 2021  | 78       | 29       | 2        | 16 de noviembre de 2021  | Vigente |                                                     | [ 13 ] |
| Ley N° 31359 | 11 de noviembre de 2021  | 84       | 11       | 10       | 23 de noviembre de 2021  | Vigente |                                                     | [ 13 ] |
| Ley N° 31360 | 28 de octubre de 2021    | 111      | 0        | 0        | 25 de noviembre de 2021  | Vigente |                                                     | [ 14 ] |
| Ley N° 31361 | 28 de octubre de 2021    | 111      | 0        | 0        | 26 de noviembre de 2021  | Vigente |                                                     | [ 14 ] |
| Ley N° 31362 | 28 de octubre de 2021    | 107      | 0        | 0        | 28 de noviembre de 2021  | Vigente |                                                     | [ 14 ] |
| Ley N° 31363 | 28 de octubre de 2021    | 111      | 0        | 0        | 28 de noviembre de 2021  | Vigente |                                                     | [ 14 ] |
| Ley N° 31364 | 11 de noviembre de 2021  | 86       | 19       | 3        | 30 de noviembre de 2021  | Vigente |                                                     | [ 13 ] |
| Ley N° 31368 | 28 de octubre de 2021    | 107      | 0        | 0        | 7 de diciembre de 2021   | Vigente |                                                     | [ 14 ] |
| Ley N° 32382 | 15 de mayo de 2025       | 88       | 0        | 0        | 13 de junio de 2025      | Vigente |                                                     | [ 15 ] |

### Presupuesto y Cuenta General de la República
| Año  | Ley          | Fecha de votación       | Votación | Votación | Votación | Fecha de publicación    | Ref.   |
| Año  | Ley          | Fecha de votación       | Sí       | No       | Abs.     | Fecha de publicación    | Ref.   |
| ---- | ------------ | ----------------------- | -------- | -------- | -------- | ----------------------- | ------ |
| 2022 | Ley N° 31365 | 26 de noviembre de 2021 | 116      | 2        | 6        | 30 de noviembre de 2021 | [ 16 ] |
| 2022 | Ley N° 31366 | 26 de noviembre de 2021 | 117      | 1        | 7        | 30 de noviembre de 2021 | [ 16 ] |
| 2022 | Ley N° 31367 | 26 de noviembre de 2021 | 116      | 1        | 7        | 30 de noviembre de 2021 | [ 16 ] |

## Elección de autoridades del Poder Legislativo

### Elección de la Mesa Directiva del Congreso (2022-2023)
Candidaturas:
| Lista               | Cargos | Candidatos                   | Candidatos                                  | Grupo parlamentario | Circunscripción | Ref. |
| ------------------- | ------ | ---------------------------- | ------------------------------------------- | ------------------- | --------------- | ---- |
|                     |        |                              |                                             |                     |                 |      |
| Presidencia         |        | Lady Camones Soriano         | Alianza para el Progreso                    | Áncash              | [ 17 ]          |      |
| 1.ª Vicepresidencia |        | Martha Moyano Delgado        | Fuerza Popular                              | Lima                | [ 17 ]          |      |
| 2.ª Vicepresidencia |        | Digna Calle Lobatón          | Podemos Perú                                | Lima                | [ 17 ]          |      |
| 3.ª Vicepresidencia |        | Wilmar Elera García          | Somos Perú                                  | Piura               | [ 17 ]          |      |
|                     |        |                              |                                             |                     |                 |      |
| Presidencia         |        | Héctor Acuña Peralta         | Cambio Democrático – Juntos por el Perú     | La Libertad         | [ 18 ]          |      |
| 1.ª Vicepresidencia |        | José María Balcázar          | Perú Bicentenario                           | Lambayeque          | [ 18 ]          |      |
| 2.ª Vicepresidencia |        | Ruth Luque Ibarra            | Cambio Democrático – Juntos por el Perú     | Cusco               | [ 18 ]          |      |
| 3.ª Vicepresidencia |        | Luis Roberto Kamiche Morante | Perú Democrático                            | La Libertad         | [ 18 ]          |      |
|                     |        |                              |                                             |                     |                 |      |
| Presidencia         |        | Esdras Medina Minaya         | Renovación Popular                          | Arequipa            | [ 19 ]          |      |
| 1.ª Vicepresidencia |        | Waldemar Cerrón Rojas        | Perú Libre                                  | Junín               | [ 19 ]          |      |
| 2.ª Vicepresidencia |        | Ilich López Ureña            | Acción Popular                              | Junín               | [ 19 ]          |      |
| 3.ª Vicepresidencia |        | Katy Ugarte Mamani           | Bloque Magisterial de Concertación Nacional | Cusco               | [ 19 ]          |      |
|                     |        |                              |                                             |                     |                 |      |
| Presidencia         |        | Gladys Echaíz de Núñez-Ízaga | Renovación Popular                          | Lima                | [ 20 ]          |      |
| 1.ª Vicepresidencia |        | Adriana Tudela Gutiérrez     | Avanza País                                 | Lima                | [ 20 ]          |      |
| 2.ª Vicepresidencia |        | José Cueto Aservi            | Renovación Popular                          | Lima                | [ 20 ]          |      |
| 3.ª Vicepresidencia |        | Alejandro Cavero Alva        | Avanza País                                 | Lima                | [ 20 ]          |      |

Votación:
| Lista                | Candidato(a) a Presidencia   | 1.ª votación: 26 jul 2022 | 1.ª votación: 26 jul 2022 | 2.ª votación: 26 jul 2022 | 2.ª votación: 26 jul 2022 |
| Lista                | Candidato(a) a Presidencia   | Votos                     | %                         | Votos                     | %                         |
| -------------------- | ---------------------------- | ------------------------- | ------------------------- | ------------------------- | ------------------------- |
|                      | Lady Camones Soriano         | 50                        | 40.0                      | 73                        | 58.4                      |
|                      | Esdras Medina Minaya         | 36                        | 28.8                      | 52                        | 41.6                      |
|                      | Héctor Acuña Peralta         | 23                        | 18.4                      | Eliminado                 | Eliminado                 |
|                      | Gladys Echaíz de Núñez-Ízaga | 16                        | 12.8                      | Eliminado                 | Eliminado                 |
| Votos válidos        | Votos válidos                | 125                       | 97.7                      | 125                       | 96.9                      |
| Votos en blanco      | Votos en blanco              | 1                         | 0.8                       | 4                         | 3.1                       |
| Votos nulos          | Votos nulos                  | 2                         | 1.6                       | 0                         | 0.0                       |
| Votos emitidos       | Votos emitidos               | 128                       | 98.5                      | 129                       | 99.2                      |
| Ausentes             | Ausentes                     | 2                         | 1.5                       | 1                         | 0.8                       |
| Votantes registrados | Votantes registrados         | 130                       | 100.0                     | 130                       | 100.0                     |

### Candidaturas
| Lista | Candidato | Candidato                   | Grupo parlamentario                         | Circunscripción |
| ----- | --------- | --------------------------- | ------------------------------------------- | --------------- |
|       |           | Hitler Saavedra Casternoque | Somos Perú                                  | Loreto          |
|       |           | Alejandro Muñante Barrios   | Renovación Popular                          | Lima            |
|       |           | Janet Rivas Chacara         | Perú Libre                                  | Lima Provincias |
|       |           | Hilda Portero Lopez         | Acción Popular                              | Lambayeque      |
|       |           | Diego Bazán Calderón        | Avanza País                                 | La Libertad     |
|       |           | Katy Ugarte Mamani          | Bloque Magisterial de Concertación Nacional | Cusco           |

### Votación
| Lista                | Candidato(a) a Presidencia | 1.ª votación: 12 sep 2022 | 1.ª votación: 12 sep 2022 | 2.ª votación: 12 sep 2022 | 2.ª votación: 12 sep 2022 |
| Lista                | Candidato(a) a Presidencia | Votos                     | %                         | Votos                     | %                         |
| -------------------- | -------------------------- | ------------------------- | ------------------------- | ------------------------- | ------------------------- |
|                      | Alejandro Muñante Barrios  | 47                        | 36.15                     | 55                        | 42.30                     |
|                      | Hilda Portero Lopez        | 35                        | 26.92                     | 47                        | 36.15                     |
|                      | Janet Rivas Chacara        | 20                        | 15.38                     | Eliminado                 | Eliminado                 |
|                      | Katy Ugarte Mamani         | 3                         | 2.30                      | Eliminado                 | Eliminado                 |
| Votos válidos        | Votos válidos              | 105                       | 80.75                     | 102                       | 78.45                     |
| Votos en blanco      | Votos en blanco            | 2                         | 1.53                      | 2                         | 1.53                      |
| Votos nulos          | Votos nulos                | 2                         | 1.53                      | 4                         | 3.07                      |
| Votos emitidos       | Votos emitidos             | 109                       | 83.81                     | 108                       | 83.05                     |
| Ausentes             | Ausentes                   | 21                        | 16.15                     | 22                        | 16.92                     |
| Votantes registrados | Votantes registrados       | 130                       | 100.0                     | 130                       | 100.0                     |

### Elección de la Presidencia del Congreso (2022-2023)
Candidaturas:
| Lista | Candidato | Candidato                 | Grupo parlamentario     | Circunscripción | Ref.   |
| ----- | --------- | ------------------------- | ----------------------- | --------------- | ------ |
|       |           | José Elías Ávalos         | Podemos Perú            | Ica             | [ 21 ] |
|       |           | Guido Bellido Ugarte      | Perú Libre              | Cusco           | [ 22 ] |
|       |           | Luis Aragón Carreño       | Acción Popular          | Cusco           | [ 23 ] |
|       |           | José María Balcázar       | Perú Bicentenario       | Lambayeque      | [ 24 ] |
|       |           | José Williams Zapata      | Avanza País             | Lima            | [ 25 ] |
|       |           | Carlos Zeballos Madariaga | Integridad y Desarrollo | Puno            | [ 26 ] |

Votación:
| Lista                | Candidato(a) a Presidencia | 1.ª votación: 12 sep 2022 | 1.ª votación: 12 sep 2022 | 2.ª votación: 12 sep 2022 | 2.ª votación: 12 sep 2022 |
| Lista                | Candidato(a) a Presidencia | Votos                     | %                         | Votos                     | %                         |
| -------------------- | -------------------------- | ------------------------- | ------------------------- | ------------------------- | ------------------------- |
|                      | José Williams Zapata       | 52                        | 42.3                      | 67                        | 62.0                      |
|                      | Luis Aragón Carreño        | 21                        | 17.1                      | 41                        | 38.0                      |
|                      | Guido Bellido Ugarte       | 16                        | 13.0                      | Eliminado                 | Eliminado                 |
|                      | José María Balcázar        | 15                        | 12.2                      | Eliminado                 | Eliminado                 |
|                      | Carlos Zeballos Madariaga  | 10                        | 8.1                       | Eliminado                 | Eliminado                 |
|                      | José Elías Ávalos          | 9                         | 7.3                       | Eliminado                 | Eliminado                 |
| Votos válidos        | Votos válidos              | 123                       | 95.2                      | 108                       | 87.1                      |
| Votos en blanco      | Votos en blanco            | 1                         | 0.8                       | 3                         | 2.4                       |
| Votos nulos          | Votos nulos                | 0                         | 0.0                       | 13                        | 10.5                      |
| Votos emitidos       | Votos emitidos             | 124                       | 95.4                      | 124                       | 95.4                      |
| Ausentes             | Ausentes                   | 6                         | 4.6                       | 6                         | 4.6                       |
| Votantes registrados | Votantes registrados       | 130                       | 100.0                     | 130                       | 100.0                     |

## Relaciones con el Poder Ejecutivo

### Voto de confianza al Consejo de Ministros

#### Gabinete Bellido
| Presidente del Consejo de Ministros                                                     | Fecha de exposición                                 | Votos |    |    |    |    |    |   |   |   |   | Total  |  |
| --------------------------------------------------------------------------------------- | --------------------------------------------------- | ----- | -- | -- | -- | -- | -- | - | - | - | - | ------ |  |
| Guido Bellido Ugarte ( Perú Libre)                                                      | 26 y 27 de agosto de 2021 Mayoría requerida: Simple | Sí    | 36 |    | 12 | 13 |    | 5 |   | 5 | 2 | 73/130 |  |
| Guido Bellido Ugarte ( Perú Libre)                                                      | 26 y 27 de agosto de 2021 Mayoría requerida: Simple | No    |    | 24 |    | 2  | 10 | 4 | 9 |   | 1 | 50/130 |  |
| Guido Bellido Ugarte ( Perú Libre)                                                      | 26 y 27 de agosto de 2021 Mayoría requerida: Simple | Abs.  |    |    |    |    |    |   |   |   |   | 0/130  |  |
| Guido Bellido Ugarte ( Perú Libre)                                                      | 26 y 27 de agosto de 2021 Mayoría requerida: Simple | Bla.  |    |    | 1  |    |    |   |   |   |   | 1/130  |  |
| Guido Bellido Ugarte ( Perú Libre)                                                      | 26 y 27 de agosto de 2021 Mayoría requerida: Simple | Aus.  | 1  |    | 3  |    |    |   |   |   | 2 | 6/130  |  |
|                                                                                         |                                                     |       |    |    |    |    |    |   |   |   |   |        |  |
| Fuente:                                                                                 |                                                     |       |    |    |    |    |    |   |   |   |   |        |  |
| Notas: - La presidenta del Congreso, María del Carmen Alva ( Acción Popular ), no votó. |                                                     |       |    |    |    |    |    |   |   |   |   |        |  |
| Notas:                                                                                  |                                                     |       |    |    |    |    |    |   |   |   |   |        |  |
| - La presidenta del Congreso, María del Carmen Alva (Acción Popular), no votó.          |                                                     |       |    |    |    |    |    |   |   |   |   |        |  |

#### Gabinete Vásquez
| Presidenta del Consejo de Ministros | Fecha de exposición                                              | Votos |    |    |    |    |   |   |   |   |   | NA | Total  |  |
| --- | ---------------------------------------------------------------- | ----- | -- | -- | -- | -- | - | - | - | - | - | -- | ------ |  |
| Mirtha Vásquez Chuquilín (Independiente) | 25 de octubre y 4 de noviembre de 2021 Mayoría requerida: Simple | Sí    | 19 |    | 14 | 13 | 3 | 8 | 2 | 4 | 4 | 1  | 68/130 |  |
| Mirtha Vásquez Chuquilín (Independiente) | 25 de octubre y 4 de noviembre de 2021 Mayoría requerida: Simple | No    | 16 | 24 |    | 2  | 6 | 1 | 6 |   | 1 |    | 56/130 |  |
| Mirtha Vásquez Chuquilín (Independiente) | 25 de octubre y 4 de noviembre de 2021 Mayoría requerida: Simple | Abs.  |    |    |    |    |   |   | 1 |   |   |    | 1/130  |  |
| Mirtha Vásquez Chuquilín (Independiente) | 25 de octubre y 4 de noviembre de 2021 Mayoría requerida: Simple | Bla.  |    |    | 1  |    |   |   |   | 1 |   |    | 2/130  |  |
| Mirtha Vásquez Chuquilín (Independiente) | 25 de octubre y 4 de noviembre de 2021 Mayoría requerida: Simple | Aus.  | 2  |    |    |    | 1 |   |   |   |   |    | 3/130  |  |
| |                                                                  |       |    |    |    |    |   |   |   |   |   |    |        |  |
| Fuente: |                                                                  |       |    |    |    |    |   |   |   |   |   |    |        |  |
| Notas: - El debate por el voto de confianza se suspendió el día 25 de octubre debido al fallecimiento del congresista Fernando Herrera , programándose su reanudación el día 4 de noviembre. Su escaño se encuentra vacante, por lo que está considerado como ausente. - La presidenta del Congreso, María del Carmen Alva ( Acción Popular ), no votó. |                                                                  |       |    |    |    |    |   |   |   |   |   |    |        |  |
| Notas: |                                                                  |       |    |    |    |    |   |   |   |   |   |    |        |  |
| - El debate por el voto de confianza se suspendió el día 25 de octubre debido al fallecimiento del congresista Fernando Herrera, programándose su reanudación el día 4 de noviembre. Su escaño se encuentra vacante, por lo que está considerado como ausente. - La presidenta del Congreso, María del Carmen Alva (Acción Popular), no votó.           |                                                                  |       |    |    |    |    |   |   |   |   |   |    |        |  |

#### Gabinete Valer
| Presidente del Consejo de Ministros | Fecha de exposición                                            | Votos |  |  |  |  |  |  |  |  |  |  |  | Total |
| ----------------------------------- | -------------------------------------------------------------- | ----- |  |  |  |  |  |  |  |  |  |  |  | ----- |
| Héctor Valer Pinto (Independiente)  | No se votó, por renuncia ministerial Mayoría requerida: Simple | Sí    |  |  |  |  |  |  |  |  |  |  |  | 0/130 |
| Héctor Valer Pinto (Independiente)  | No se votó, por renuncia ministerial Mayoría requerida: Simple | No    |  |  |  |  |  |  |  |  |  |  |  | 0/130 |
| Héctor Valer Pinto (Independiente)  | No se votó, por renuncia ministerial Mayoría requerida: Simple | Abs.  |  |  |  |  |  |  |  |  |  |  |  | 0/130 |
| Héctor Valer Pinto (Independiente)  | No se votó, por renuncia ministerial Mayoría requerida: Simple | Bla.  |  |  |  |  |  |  |  |  |  |  |  | 0/130 |
| Héctor Valer Pinto (Independiente)  | No se votó, por renuncia ministerial Mayoría requerida: Simple | Aus.  |  |  |  |  |  |  |  |  |  |  |  | 0/130 |

#### Gabinete Torres
| Presidente del Consejo de Ministros                                                     | Fecha de exposición                              | Votos |    |    |    |   |    |   |   |   |   |   |   | Total  |
| --------------------------------------------------------------------------------------- | ------------------------------------------------ | ----- | -- | -- | -- | - | -- | - | - | - | - | - | - | ------ |
| Aníbal Torres Vásquez (Independiente)                                                   | 8 y 9 de marzo de 2022 Mayoría requerida: Simple | Sí    | 31 |    | 12 | 4 |    |   | 6 | 5 | 3 | 3 |   | 64/130 |
| Aníbal Torres Vásquez (Independiente)                                                   | 8 y 9 de marzo de 2022 Mayoría requerida: Simple | No    |    | 22 | 2  | 9 | 10 | 9 |   |   | 2 | 1 | 3 | 58/130 |
| Aníbal Torres Vásquez (Independiente)                                                   | 8 y 9 de marzo de 2022 Mayoría requerida: Simple | Abs.  |    |    |    | 2 |    |   |   |   |   |   |   | 2/130  |
| Aníbal Torres Vásquez (Independiente)                                                   | 8 y 9 de marzo de 2022 Mayoría requerida: Simple | Bla.  |    | 2  | 1  |   |    |   |   |   |   |   |   | 3/130  |
| Aníbal Torres Vásquez (Independiente)                                                   | 8 y 9 de marzo de 2022 Mayoría requerida: Simple | Aus.  | 1  |    |    |   |    |   | 1 |   |   | 1 |   | 3/130  |
|                                                                                         |                                                  |       |    |    |    |   |    |   |   |   |   |   |   |        |
| Fuente:                                                                                 |                                                  |       |    |    |    |   |    |   |   |   |   |   |   |        |
| Notas: - La presidenta del Congreso, María del Carmen Alva ( Acción Popular ), no votó. |                                                  |       |    |    |    |   |    |   |   |   |   |   |   |        |
| Notas:                                                                                  |                                                  |       |    |    |    |   |    |   |   |   |   |   |   |        |
| - La presidenta del Congreso, María del Carmen Alva (Acción Popular), no votó.          |                                                  |       |    |    |    |   |    |   |   |   |   |   |   |        |

#### Gabinete Chávez
| Presidente del Consejo de Ministros     | Fecha de exposición                                                      | Votos |  |  |  |  |  |  |  |  |  |  |  |  | IyD | NA | Total |
| --------------------------------------- | ------------------------------------------------------------------------ | ----- |  |  |  |  |  |  |  |  |  |  |  |  | --- | -- | ----- |
| Betssy Chávez Chino ( Perú Democrático) | No se votó, por intento de autogolpe de estado Mayoría requerida: Simple | Sí    |  |  |  |  |  |  |  |  |  |  |  |  |     |    | 0/130 |
| Betssy Chávez Chino ( Perú Democrático) | No se votó, por intento de autogolpe de estado Mayoría requerida: Simple | No    |  |  |  |  |  |  |  |  |  |  |  |  |     |    | 0/130 |
| Betssy Chávez Chino ( Perú Democrático) | No se votó, por intento de autogolpe de estado Mayoría requerida: Simple | Abs.  |  |  |  |  |  |  |  |  |  |  |  |  |     |    | 0/130 |
| Betssy Chávez Chino ( Perú Democrático) | No se votó, por intento de autogolpe de estado Mayoría requerida: Simple | Bla.  |  |  |  |  |  |  |  |  |  |  |  |  |     |    | 0/130 |
| Betssy Chávez Chino ( Perú Democrático) | No se votó, por intento de autogolpe de estado Mayoría requerida: Simple | Aus.  |  |  |  |  |  |  |  |  |  |  |  |  |     |    | 0/130 |

#### Gabinete Angulo
| Presidente del Consejo de Ministros | Fecha de exposición                                            | Votos |  |  |  |  |  |  |  |  |  |  |  |  | IyD | NA | Total |
| ----------------------------------- | -------------------------------------------------------------- | ----- |  |  |  |  |  |  |  |  |  |  |  |  | --- | -- | ----- |
| Pedro Angulo Arana (Independiente)  | No se votó, por renuncia ministerial Mayoría requerida: Simple | Sí    |  |  |  |  |  |  |  |  |  |  |  |  |     |    | 0/130 |
| Pedro Angulo Arana (Independiente)  | No se votó, por renuncia ministerial Mayoría requerida: Simple | No    |  |  |  |  |  |  |  |  |  |  |  |  |     |    | 0/130 |
| Pedro Angulo Arana (Independiente)  | No se votó, por renuncia ministerial Mayoría requerida: Simple | Abs.  |  |  |  |  |  |  |  |  |  |  |  |  |     |    | 0/130 |
| Pedro Angulo Arana (Independiente)  | No se votó, por renuncia ministerial Mayoría requerida: Simple | Bla.  |  |  |  |  |  |  |  |  |  |  |  |  |     |    | 0/130 |
| Pedro Angulo Arana (Independiente)  | No se votó, por renuncia ministerial Mayoría requerida: Simple | Aus.  |  |  |  |  |  |  |  |  |  |  |  |  |     |    | 0/130 |

#### Gabinete Otárola
| Presidente del Consejo de Ministros                                          | Fecha de exposición                           | Votos |    |    |    |    |   |   |   |   |   |   |   |   | NA | Total  |
| ---------------------------------------------------------------------------- | --------------------------------------------- | ----- | -- | -- | -- | -- | - | - | - | - | - | - | - | - | -- | ------ |
| Alberto Otárola Peñaranda (Independiente)                                    | 10 de enero de 2023 Mayoría requerida: Simple | Sí    |    | 23 | 13 | 10 | 8 | 8 |   | 1 |   |   | 5 | 1 | 4  | 73/130 |
| Alberto Otárola Peñaranda (Independiente)                                    | 10 de enero de 2023 Mayoría requerida: Simple | No    | 15 |    |    |    |   |   | 5 | 5 | 5 | 5 |   | 4 | 4  | 43/130 |
| Alberto Otárola Peñaranda (Independiente)                                    | 10 de enero de 2023 Mayoría requerida: Simple | Abs.  |    |    |    |    |   |   |   | 2 | 1 |   |   | 1 | 2  | 6/130  |
| Alberto Otárola Peñaranda (Independiente)                                    | 10 de enero de 2023 Mayoría requerida: Simple | Bla.  |    |    |    |    | 1 |   |   |   |   |   |   |   |    | 1/130  |
| Alberto Otárola Peñaranda (Independiente)                                    | 10 de enero de 2023 Mayoría requerida: Simple | Aus.  |    | 1  | 1  |    |   | 1 |   | 2 |   |   | 1 |   | 1  | 7/130  |
|                                                                              |                                               |       |    |    |    |    |   |   |   |   |   |   |   |   |    |        |
| Fuente:                                                                      |                                               |       |    |    |    |    |   |   |   |   |   |   |   |   |    |        |
| Notas: - El presidente del Congreso, José Williams ( Avanza País ), no votó. |                                               |       |    |    |    |    |   |   |   |   |   |   |   |   |    |        |
| Notas:                                                                       |                                               |       |    |    |    |    |   |   |   |   |   |   |   |   |    |        |
| - El presidente del Congreso, José Williams (Avanza País), no votó.          |                                               |       |    |    |    |    |   |   |   |   |   |   |   |   |    |        |

#### Gabinete Adrianzén
| Presidente del Consejo de Ministros     | Fecha de exposición                          | Votos |    |    |   |   |   |   |   |   |    |   |   | NA | Total  |
| --------------------------------------- | -------------------------------------------- | ----- | -- | -- | - | - | - | - | - | - | -- | - | - | -- | ------ |
| Gustavo Adrianzén Olaya (Independiente) | 3 de abril de 2024 Mayoría requerida: Simple | Sí    |    | 22 | 3 | 9 | 4 | 9 | 6 | 1 |    | 4 | 3 | 9  | 70/130 |
| Gustavo Adrianzén Olaya (Independiente) | 3 de abril de 2024 Mayoría requerida: Simple | No    | 11 |    | 2 | 1 |   |   | 2 | 3 | 11 |   |   | 6  | 36/130 |
| Gustavo Adrianzén Olaya (Independiente) | 3 de abril de 2024 Mayoría requerida: Simple | Abs.  |    |    | 3 |   | 4 |   | 1 | 1 |    |   | 7 | 1  | 17/130 |
| Gustavo Adrianzén Olaya (Independiente) | 3 de abril de 2024 Mayoría requerida: Simple | Bla.  |    |    |   |   |   |   |   |   |    |   |   |    | 0/130  |
| Gustavo Adrianzén Olaya (Independiente) | 3 de abril de 2024 Mayoría requerida: Simple | Aus.  |    |    |   |   |   |   |   |   |    |   |   |    | 0/130  |
|                                         |                                              |       |    |    |   |   |   |   |   |   |    |   |   |    |        |
| Fuente:                                 |                                              |       |    |    |   |   |   |   |   |   |    |   |   |    |        |

#### Gabinete Arana
| Presidente del Consejo de Ministros | Fecha de exposición                           | Votos |   |    |   |    |   |   |   | BS | HD |   |   |   |   | NA | Total  |
| ----------------------------------- | --------------------------------------------- | ----- | - | -- | - | -- | - | - | - | -- | -- | - | - | - | - | -- | ------ |
| Eduardo Arana Ysa (Independiente)   | 12 de junio de 2025 Mayoría requerida: Simple | Sí    | 1 | 20 | 8 | 10 | 2 |   | 7 |    | 5  |   |   | 7 |   | 2  | 62/130 |
| Eduardo Arana Ysa (Independiente)   | 12 de junio de 2025 Mayoría requerida: Simple | No    | 4 |    |   |    |   | 9 |   | 5  |    | 3 | 4 |   | 2 | 3  | 30/130 |
| Eduardo Arana Ysa (Independiente)   | 12 de junio de 2025 Mayoría requerida: Simple | Abs.  |   |    |   | 1  |   |   |   |    |    |   | 1 |   | 8 |    | 10/130 |
| Eduardo Arana Ysa (Independiente)   | 12 de junio de 2025 Mayoría requerida: Simple | Bla.  |   |    |   |    |   |   |   |    |    |   |   |   |   |    | 0/130  |
| Eduardo Arana Ysa (Independiente)   | 12 de junio de 2025 Mayoría requerida: Simple | Aus.  | 6 | 1  | 1 | 3  | 4 | 2 | 1 |    |    | 2 | 3 |   | 4 | 1  | 28/130 |
|                                     |                                               |       |   |    |   |    |   |   |   |    |    |   |   |   |   |    |        |
| Fuente:                             |                                               |       |   |    |   |    |   |   |   |    |    |   |   |   |   |    |        |

### Interpelaciones a ministros de Estado
| Ministro                                            | Motivo                                                                               | Votación | Votación | Votación | Fecha de exposición                   | Ref.          |
| Ministro                                            | Motivo                                                                               | Sí       | No       | Abs.     | Fecha de exposición                   | Ref.          |
| --------------------------------------------------- | ------------------------------------------------------------------------------------ | -------- | -------- | -------- | ------------------------------------- | ------------- |
| Íber Maraví Olarte (Trabajo y Promoción del Empleo) | Presunta relación con Sutep-Conare (MOVADEF) y Sendero Luminoso.                     | 81       | 37       | 2        | 30 de septiembre de 2021              | [ 33 ] [ 34 ] |
| Walter Ayala Gonzales (Defensa)                     | Proceso de ascensos en las Fuerzas Armadas.                                          | 77       | 34       | 2        | 16 de noviembre de 2021               | [ 35 ] [ 36 ] |
| Juan Silva Villegas (Transportes y Comunicaciones)  | Reorganización de la ATU y la SUTRAN.                                                | 27       | 48       | 39       | No obtuvo los votos necesarios.       | [ 36 ] [ 37 ] |
| Juan Silva Villegas (Transportes y Comunicaciones)  | Reorganización de la ATU y la SUTRAN.                                                | 48       | 57       | 2        | 25 de noviembre de 2021               | [ 38 ]        |
| Carlos Gallardo Gómez (Educación)                   | Presuntas irregularidades en la Prueba Única Nacional de la Evaluación Docente 2021. | 53       | 51       | 6        | 7 de diciembre de 2021                | [ 39 ] [ 40 ] |
| Eduardo González Toro (Energía y Minas)             | Nombramiento de Daniel Salaverry como presidente del directorio de Perupetro.        | 68       | 38       | 5        | 31 de enero de 2022                   | [ 41 ]        |
| Rubén Ramírez Mateo (Ambiente)                      | Presuntas irregularidades en designaciones de funcionarios y trabajadores.           | –        | –        | –        | No se votó, por renuncia ministerial. | [ 42 ]        |

### Censuras a ministros de Estado
| Ministro                                             | Motivo | Votación | Votación | Votación | Fecha de votación                     | Ref.                               |
| Ministro                                             | Motivo | Sí       | No       | Abs.     | Fecha de votación                     | Ref.                               |
| ---------------------------------------------------- | --- | -------- | -------- | -------- | ------------------------------------- | ---------------------------------- |
| Carlos Gallardo Gómez (Educación)                    | Presuntas irregularidades en la Prueba Única Nacional de la Evaluación Docente 2021.                                            | 70       | 38       | 7        | 21 de diciembre de 2021               | [ 43 ]                             |
| Juan Silva Villegas (Transportes y Comunicaciones)   | Presunta red de corrupción dentro del Ministerio de Transportes y Comunicaciones.                                               | –        | –        | –        | No se votó, por renuncia ministerial. | [ 44 ]                             |
| Hernán Condori Machado (Salud)                       | Falta de idoneidad y capacidad para el ejercicio del cargo ministerial.                                                         | 71       | 32       | 13       | 31 de marzo de 2022                   | [ 45 ]                             |
| Betssy Chávez Chino (Trabajo y Promoción del Empleo) | Por su incapacidad de gestión y negligencia en su actuación                                                                     | 71       | 28       | 12       | 26 de mayo de 2022                    | [ 46 ]                             |
| Carlos Palacios Pérez (Energía y Minas)              | Gestión en el ministerio, contratación de militantes de Perú Libre al ministerio.                                               | –        | –        | –        | No se votó, por renuncia ministerial. | [ 47 ] [ 48 ]                      |
| Dimitri Senmache Artola (Interior)                   | Falta de capacidad de gestión en la conducción en el sector y la grave omisión de funciones                                     | 78       | 29       | 8        | 30 de junio de 2022                   | [ 49 ]                             |
| Geiner Alvarado López (Transportes y Comunicaciones) | Manifiesta incapacidad moral y falta de idoneidad para el ejercicio del cargo                                                   | 94       | 14       | 8        | 15 de septiembre de 2022              | [ 50 ]                             |
| Willy Huerta Olivas (Interior)                       | Por los cuestionados cambios en los altos mandos de la Policía Nacional y la intromisión al trabajo del Coronel Harvey Colchado | 54       | 38       | 10       | 23 de septiembre de 2022              | [ 51 ]                             |
| Vicente Romero Fernández (Interior)                  | Abuso de autoridad y uso desproporcionado de la fuerza por parte de la Policía Nacional                                         | 42       | 60       | 4        | 4 de abril de 2023                    | [ 52 ] [ 53 ]                      |
| Óscar Vera Gargurevich (Energía y Minas)             | Manifiesta incapacidad moral y falta de idoneidad para el ejercicio del cargo                                                   | 52       | 51       | 13       | 21 de septiembre de 2023              | [ 54 ] [ 55 ]                      |
| Óscar Vera Gargurevich (Energía y Minas)             | Reconsideración de la moción anterior                                                                                           | 54       | 50       | 8        | 21 de septiembre de 2023              | [ 54 ] [ 55 ]                      |
| Vicente Romero Fernández (Interior)                  | Manifiesta incapacidad moral y falta de idoneidad para el ejercicio del cargo                                                   | 75       | 28       | 14       | 15 de noviembre de 2023               | [ 56 ] [ 57 ] [ 58 ]               |
| Rómulo Mucho Mamani (Energía y Minas)                | Manifiesta incapacidad moral y falta de idoneidad para el ejercicio del cargo                                                   | 23       | 49       | 14       | 10 de abril de 2024                   | [ 59 ] [ 60 ]                      |
| Rómulo Mucho Mamani (Energía y Minas)                | Reconsideración de la moción anterior                                                                                           | 27       | 59       | 17       | 10 de abril de 2024                   | [ 59 ] [ 60 ]                      |
| Leslie Urteaga (Cultura)                             | Por su incapacidad de gestión y negligencia en su actuación                                                                     | 52       | 33       | 15       | 11 de abril de 2024                   | [ 61 ] [ 62 ]                      |
| José Arista (Economía y Finanzas)                    | Manifiesta falta de idoneidad para el cargo                                                                                     | 41       | 57       | 14       | 16 de octubre de 2024                 | [ 63 ] [ 64 ]                      |
| Julio Demartini (Desarrollo e Inclusión Social)      | Por su incapacidad de gestión y negligencia en su actuación                                                                     | 36       | 33       | 25       | 26 de noviembre de 2024               | [ 65 ] [ 66 ]                      |
| Julio Demartini (Desarrollo e Inclusión Social)      | Reconsideración de la moción anterior                                                                                           | 33       | 42       | 25       | 26 de noviembre de 2024               | [ 65 ] [ 66 ]                      |
| Rómulo Mucho Mamani (Energía y Minas)                | Por su incapacidad de gestión y negligencia en su actuación                                                                     | 79       | 4        | 13       | 26 de noviembre de 2024               | [ 67 ] [ 68 ] [ 69 ]               |
| Julio Demartini (Desarrollo e Inclusión Social)      | Por su incapacidad de gestión y falta de idoneidad para el cargo                                                                | 64       | 4        | 15       | 14 de diciembre de 2024               | [ 70 ] [ 71 ]                      |
| Julio Demartini (Desarrollo e Inclusión Social)      | Reconsideración de la moción anterior                                                                                           | 59       | 6        | 14       | 14 de diciembre de 2024               | [ 70 ] [ 71 ]                      |
| Juan José Santiváñez (Interior)                      | Por su incapacidad para hacer frente a la ola de inseguridad ciudadana y falta de liderazgo en el sector                        | 78       | 11       | 20       | 21 de marzo de 2025                   | [ 72 ] [ 73 ] [ 74 ] [ 75 ]        |
| Gustavo Adrianzén (Primer Ministro)                  | Por su incapacidad para hacer frente a la ola de inseguridad ciudadana y falta de liderazgo en el sector                        | –        | –        | –        | No se votó, por renuncia ministerial. | [ 76 ] [ 77 ] [ 78 ] [ 79 ] [ 80 ] |

### Procesos de vacancia presidencial

#### Proceso de vacancia presidencial contra Pedro Castillo
| Presidente de la República                                                              | Fecha de votación                                 | Votos |    |    |    |    |    |   |   |   |   | NA | Total  |  |
| --------------------------------------------------------------------------------------- | ------------------------------------------------- | ----- | -- | -- | -- | -- | -- | - | - | - | - | -- | ------ |  |
| Pedro Castillo ( Perú Libre)                                                            | 7 de diciembre de 2021 Votación requerida: 52/130 | Sí    |    | 24 |    | 2  | 10 | 9 |   |   | 1 |    | 46/130 |  |
| Pedro Castillo ( Perú Libre)                                                            | 7 de diciembre de 2021 Votación requerida: 52/130 | No    | 35 |    | 14 | 12 |    |   | 5 | 6 |   | 4  | 76/130 |  |
| Pedro Castillo ( Perú Libre)                                                            | 7 de diciembre de 2021 Votación requerida: 52/130 | Abs.  |    |    |    |    |    |   |   |   | 4 |    | 4/130  |  |
| Pedro Castillo ( Perú Libre)                                                            | 7 de diciembre de 2021 Votación requerida: 52/130 | Bla.  |    |    | 1  | 1  |    |   |   |   |   |    | 2/130  |  |
| Pedro Castillo ( Perú Libre)                                                            | 7 de diciembre de 2021 Votación requerida: 52/130 | Aus.  | 2  |    |    |    |    |   |   |   |   |    | 2/130  |  |
|                                                                                         |                                                   |       |    |    |    |    |    |   |   |   |   |    |        |  |
| Fuente:                                                                                 |                                                   |       |    |    |    |    |    |   |   |   |   |    |        |  |
| Notas: - La presidenta del Congreso, María del Carmen Alva ( Acción Popular ), no votó. |                                                   |       |    |    |    |    |    |   |   |   |   |    |        |  |
| Notas:                                                                                  |                                                   |       |    |    |    |    |    |   |   |   |   |    |        |  |
| - La presidenta del Congreso, María del Carmen Alva (Acción Popular), no votó.          |                                                   |       |    |    |    |    |    |   |   |   |   |    |        |  |

| Presidente de la República                                                              | Fecha de votación                             | Votos |    |    |    |    |   |   |   |   |   |   |   | Total  |  |
| --------------------------------------------------------------------------------------- | --------------------------------------------- | ----- | -- | -- | -- | -- | - | - | - | - | - | - | - | ------ |  |
| Pedro Castillo ( Perú Libre)                                                            | 8 de marzo de 2022 Votación requerida: 52/130 | Sí    |    | 23 | 13 | 13 | 9 | 9 |   |   | 4 | 4 | 1 | 76/130 |  |
| Pedro Castillo ( Perú Libre)                                                            | 8 de marzo de 2022 Votación requerida: 52/130 | No    | 27 |    |    | 1  |   |   | 5 | 5 | 1 |   | 2 | 41/130 |  |
| Pedro Castillo ( Perú Libre)                                                            | 8 de marzo de 2022 Votación requerida: 52/130 | Abs.  | 1  |    |    |    |   |   |   |   |   |   |   | 1/130  |  |
| Pedro Castillo ( Perú Libre)                                                            | 8 de marzo de 2022 Votación requerida: 52/130 | Bla.  | 1  |    | 1  |    |   |   |   |   |   |   |   | 2/130  |  |
| Pedro Castillo ( Perú Libre)                                                            | 8 de marzo de 2022 Votación requerida: 52/130 | Aus.  | 3  | 1  | 1  | 1  | 1 |   | 2 |   |   | 1 |   | 10/130 |  |
|                                                                                         |                                               |       |    |    |    |    |   |   |   |   |   |   |   |        |  |
| Fuente:                                                                                 |                                               |       |    |    |    |    |   |   |   |   |   |   |   |        |  |
| Notas: - La presidenta del Congreso, María del Carmen Alva ( Acción Popular ), no votó. |                                               |       |    |    |    |    |   |   |   |   |   |   |   |        |  |
| Notas:                                                                                  |                                               |       |    |    |    |    |   |   |   |   |   |   |   |        |  |
| - La presidenta del Congreso, María del Carmen Alva (Acción Popular), no votó.          |                                               |       |    |    |    |    |   |   |   |   |   |   |   |        |  |

| Presidente de la República                                                              | Fecha de votación                              | Votos |    |    |    |   |    |   |   |   |   | NA | Total  |
| --------------------------------------------------------------------------------------- | ---------------------------------------------- | ----- | -- | -- | -- | - | -- | - | - | - | - | -- | ------ |
| Pedro Castillo ( Perú Libre)                                                            | 28 de marzo de 2022 Votación requerida: 87/130 | Sí    |    | 23 | 1  | 7 | 10 | 9 |   |   | 2 | 3  | 55/130 |
| Pedro Castillo ( Perú Libre)                                                            | 28 de marzo de 2022 Votación requerida: 87/130 | No    | 32 |    |    | 5 |    |   | 7 | 5 | 3 | 2  | 54/130 |
| Pedro Castillo ( Perú Libre)                                                            | 28 de marzo de 2022 Votación requerida: 87/130 | Abs.  |    |    | 13 | 3 |    |   |   |   |   | 3  | 19/130 |
| Pedro Castillo ( Perú Libre)                                                            | 28 de marzo de 2022 Votación requerida: 87/130 | Bla.  |    |    | 1  |   |    |   |   |   |   |    | 1/130  |
| Pedro Castillo ( Perú Libre)                                                            | 28 de marzo de 2022 Votación requerida: 87/130 | Aus.  |    | 1  |    |   |    |   |   |   |   |    | 1/130  |
|                                                                                         |                                                |       |    |    |    |   |    |   |   |   |   |    |        |
| Fuente:                                                                                 |                                                |       |    |    |    |   |    |   |   |   |   |    |        |
| Notas: - La presidenta del Congreso, María del Carmen Alva ( Acción Popular ), no votó. |                                                |       |    |    |    |   |    |   |   |   |   |    |        |
| Notas:                                                                                  |                                                |       |    |    |    |   |    |   |   |   |   |    |        |
| - La presidenta del Congreso, María del Carmen Alva (Acción Popular), no votó.          |                                                |       |    |    |    |   |    |   |   |   |   |    |        |

| Presidente de la República                              | Fecha de votación                                | Votos |   |    |    |    |   |   |   |   |   |   |   |   | IyD | NA | Total  |
| ------------------------------------------------------- | ------------------------------------------------ | ----- | - | -- | -- | -- | - | - | - | - | - | - | - | - | --- | -- | ------ |
| Pedro Castillo (Independiente)                          | 1 de diciembre de 2022 Mayoría requerida: 52/130 | Sí    | 4 | 21 | 10 | 10 | 8 | 8 |   |   |   |   | 3 | 3 | 3   | 3  | 73/130 |
| Pedro Castillo (Independiente)                          | 1 de diciembre de 2022 Mayoría requerida: 52/130 | No    | 8 |    |    |    |   |   | 4 | 9 | 5 | 4 |   |   | 1   | 1  | 32/130 |
| Pedro Castillo (Independiente)                          | 1 de diciembre de 2022 Mayoría requerida: 52/130 | Abs.  | 1 |    | 2  |    |   |   |   |   |   |   |   |   | 1   | 2  | 6/130  |
| Pedro Castillo (Independiente)                          | 1 de diciembre de 2022 Mayoría requerida: 52/130 | Bla.  |   | 2  |    |    | 1 |   |   |   |   |   |   |   |     |    | 3/130  |
| Pedro Castillo (Independiente)                          | 1 de diciembre de 2022 Mayoría requerida: 52/130 | Aus.  | 2 | 1  | 2  |    |   | 1 | 1 | 1 |   | 1 | 2 | 2 | 1   | 2  | 16/130 |
|                                                         |                                                  |       |   |    |    |    |   |   |   |   |   |   |   |   |     |    |        |
| Fuente:                                                 |                                                  |       |   |    |    |    |   |   |   |   |   |   |   |   |     |    |        |
| Notas: el presidente del congreso José Williams no votó |                                                  |       |   |    |    |    |   |   |   |   |   |   |   |   |     |    |        |
| Notas: el presidente del congreso José Williams no votó |                                                  |       |   |    |    |    |   |   |   |   |   |   |   |   |     |    |        |

| Presidente de la República                                   | Fecha de votación                                | Votos |   |    |    |    |   |   |   |   |   |   |   |   | IyD | NA | Total   |
| ------------------------------------------------------------ | ------------------------------------------------ | ----- | - | -- | -- | -- | - | - | - | - | - | - | - | - | --- | -- | ------- |
| Pedro Castillo (Independiente)                               | 7 de diciembre de 2022 Mayoría requerida: 87/130 | Sí    | 6 | 24 | 14 | 10 | 9 | 9 | 1 | 3 | 2 | 3 | 4 | 5 | 6   | 6  | 102/130 |
| Pedro Castillo (Independiente)                               | 7 de diciembre de 2022 Mayoría requerida: 87/130 | No    | 3 |    |    |    |   |   | 1 | 1 | 1 |   |   |   |     |    | 6/130   |
| Pedro Castillo (Independiente)                               | 7 de diciembre de 2022 Mayoría requerida: 87/130 | Abs.  | 3 |    |    |    |   |   |   | 4 | 1 | 1 |   |   |     | 1  | 10/130  |
| Pedro Castillo (Independiente)                               | 7 de diciembre de 2022 Mayoría requerida: 87/130 | NV.   | 3 |    |    |    |   |   | 3 | 2 | 1 | 1 | 1 |   |     | 1  | 12/130  |
|                                                              |                                                  |       |   |    |    |    |   |   |   |   |   |   |   |   |     |    |         |
| Fuente:                                                      |                                                  |       |   |    |    |    |   |   |   |   |   |   |   |   |     |    |         |
| Notas: el presidente del congreso José Williams voto a favor |                                                  |       |   |    |    |    |   |   |   |   |   |   |   |   |     |    |         |
| Notas: el presidente del congreso José Williams voto a favor |                                                  |       |   |    |    |    |   |   |   |   |   |   |   |   |     |    |         |

| Presidente de la República                                                                                   | Fecha de votación                             | Votos |    |    |   |   |   |   |   |   |   |   |   | NA | Total  |
| --- | --------------------------------------------- | ----- | -- | -- | - | - | - | - | - | - | - | - | - | -- | ------ |
| Dina Boluarte (Independiente)                                                                                | 4 de abril de 2023 Votación requerida: 52/130 | Sí    | 14 |    | 2 |   |   |   | 2 | 8 | 1 | 4 |   | 3  | 34/130 |
| Dina Boluarte (Independiente)                                                                                | 4 de abril de 2023 Votación requerida: 52/130 | No    |    | 23 | 9 | 8 | 7 | 8 |   |   | 1 |   | 6 | 4  | 66/130 |
| Dina Boluarte (Independiente)                                                                                | 4 de abril de 2023 Votación requerida: 52/130 | Abs.  |    |    | 2 |   |   |   | 5 | 1 |   | 2 |   |    | 10/130 |
| Dina Boluarte (Independiente)                                                                                | 4 de abril de 2023 Votación requerida: 52/130 | Bla.  | 1  |    |   |   | 1 |   |   |   | 1 |   |   | 1  | 4/130  |
| Dina Boluarte (Independiente)                                                                                | 4 de abril de 2023 Votación requerida: 52/130 | Aus.  | 1  | 1  | 1 | 3 | 1 | 1 | 2 |   | 3 |   |   | 3  | 16/130 |
| |                                               |       |    |    |   |   |   |   |   |   |   |   |   |    |        |
| Fuente: |                                               |       |    |    |   |   |   |   |   |   |   |   |   |    |        |
| Notas: - El presidenta del Congreso, José Williams ( Avanza País - Partido de Integración Social ), no votó. |                                               |       |    |    |   |   |   |   |   |   |   |   |   |    |        |
| Notas: |                                               |       |    |    |   |   |   |   |   |   |   |   |   |    |        |
| - El presidenta del Congreso, José Williams (Avanza País - Partido de Integración Social), no votó.          |                                               |       |    |    |   |   |   |   |   |   |   |   |   |    |        |

| Presidente de la República                                                                     | Fecha de votación                             | Votos |   |    |   |   |   |   |   |   |   |   |   | NA | Total  |
| ---------------------------------------------------------------------------------------------- | --------------------------------------------- | ----- | - | -- | - | - | - | - | - | - | - | - | - | -- | ------ |
| Dina Boluarte (Independiente)                                                                  | 1 de marzo de 2024 Votación requerida: 52/130 | Sí    | 8 |    | 2 |   |   |   | 3 | 5 |   | 3 |   | 7  | 28/130 |
| Dina Boluarte (Independiente)                                                                  | 1 de marzo de 2024 Votación requerida: 52/130 | No    |   | 20 | 2 | 9 | 9 | 8 | 3 |   | 5 | 2 | 4 | 7  | 69/130 |
| Dina Boluarte (Independiente)                                                                  | 1 de marzo de 2024 Votación requerida: 52/130 | Abs.  |   |    | 2 |   |   |   | 2 |   |   |   |   | 2  | 6/130  |
| Dina Boluarte (Independiente)                                                                  | 1 de marzo de 2024 Votación requerida: 52/130 | Bla.  |   |    |   | 1 |   |   |   |   |   |   |   |    | 1/130  |
| Dina Boluarte (Independiente)                                                                  | 1 de marzo de 2024 Votación requerida: 52/130 | Aus.  | 4 | 2  | 2 | 1 |   | 1 | 1 | 5 | 4 |   | 1 | 5  | 26/130 |
|                                                                                                |                                               |       |   |    |   |   |   |   |   |   |   |   |   |    |        |
| Fuente:                                                                                        |                                               |       |   |    |   |   |   |   |   |   |   |   |   |    |        |
| Notas: Notas: el presidente del Congreso Alejandro Soto ( Alianza para el Progreso ), no votó. |                                               |       |   |    |   |   |   |   |   |   |   |   |   |    |        |
| Notas:                                                                                         |                                               |       |   |    |   |   |   |   |   |   |   |   |   |    |        |
| Notas: el presidente del Congreso Alejandro Soto (Alianza para el Progreso), no votó.          |                                               |       |   |    |   |   |   |   |   |   |   |   |   |    |        |

### Ministros congresistas
El artículo 92 de la Constitución Política del Perú permite que los congresistas asuman ministerios. En ese contexto, durante el período 2021-2026, los siguientes congresistas han sido designados ministros:
- Guido Bellido Ugarte (Presidente del Consejo de Ministros del 29 de julio al 6 de octubre de 2021)
- Héctor Valer Pinto (Presidente del Consejo de Ministros del 1 al 8 de febrero de 2022)
- Betssy Chávez Chino (Presidente del Consejo de Ministros del 25 de noviembre al 7 de diciembre de 2022, Ministra de Cultura del 5 de agosto al 25 de noviembre de 2022 y Ministra de Trabajo y Promoción del Empleo del 6 de octubre de 2021 al 26 de mayo de 2022)
- Kelly Portalatino Ávalos (Ministra de Salud del 27 de octubre al 7 de diciembre de 2022)
- Óscar Zea Choquechambi (Ministro de Desarrollo Agrario y Riego del 8 de febrero al 22 de mayo de 2022)
- Roberto Sánchez Palomino (Ministro de Comercio Exterior y Turismo del 29 de julio de 2021 al 7 de diciembre de 2022)
- Katy Ugarte Mamani (Ministra de la Mujer y Poblaciones Vulnerables del 1 al 8 de febrero de 2022)
- Heidy Juárez Calle (Ministra de la Mujer y Poblaciones Vulnerables del 25 de noviembre al 7 de diciembre de 2022)
- Silvana Robles Araujo (Ministra de Cultura del 25 de noviembre al 7 de diciembre de 2022)

## Controversias
- Azul: Cambio en la representación de las autoridades de la JNJ, el TC y las elecciones de partidos.
- Rojo: Debilitamiento en las medidas hacia la colaboración eficaz y la extinción de dominio.
- Verde: Cambios en reformar el vínculo con el Sistema Interamericano de Derechos Humanos y el financiamiento de la OEA.
- Amarillo: Aplicación del bachillerato automático.

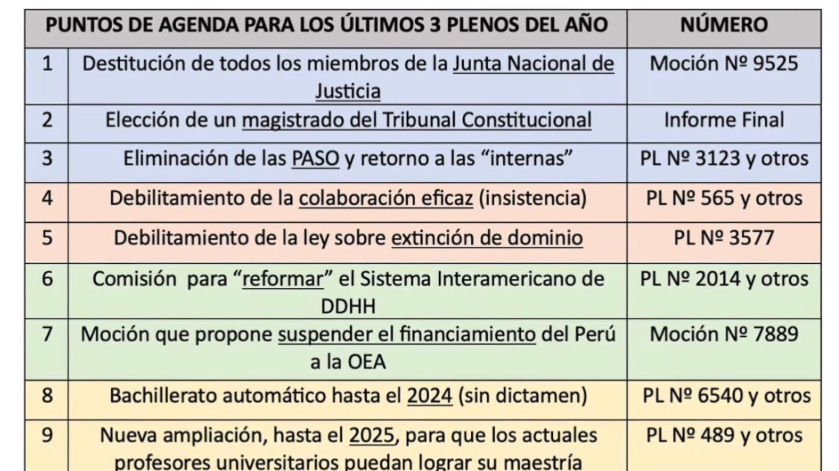
Captura de las principales agendas a tratar en las últimas sesiones de 2023, correspondiente a los días 13 a 15 de diciembre:

El Congreso de la República es una de las instituciones peruanas con el mayor presupuesto del país. En 2025, gastó 1413 millones de soles, de los cuales la mayor parte se destinó a su planilla, proyectos y adquisiciones. Según el diario La República, el Congreso dispone de más fondos que los programas sociales, las instituciones del sistema de salud, el sistema judicial y electoral, y algunos ministerios del Estado. A su vez, es una de las instituciones más rechazadas por la ciudadanía, con cifras de desaprobación que superaron el 70 %, por lo que, en lugar de atender a las demandas de la población, la institución prefirió centrarse en los medios de comunicación y la opinión pública para, supuestamente, mejorar su imagen.
El Congreso también ha tenido problemas con los parlamentarios elegidos. En agosto de 2023 se reportaron 51 renuncias de congresistas. En mayo de 2024, Panamericana Televisión registró 57 parlamentarios que abandonaron sus partidos originales, lo que resultó en un considerable aumento de los denominados «No agrupados», que se convirtieron en la segunda fuerza parlamentaria. El presidente del Partido Morado, que perdió su bancada parlamentaria en cuestión de meses, pidió disculpas por permitir que sus exmilitantes se presentaran con el partido a la ligera.
En cuanto a las medidas disciplinarias, según RPP, para agosto de 2023, de los 130 congresistas, 82 consignan carpetas fiscales, entre denuncias e investigaciones. Sin embargo, al terminar 2023, solo tres que cometieron infracciones fueron suspendidos. Meses después, en abril de 2024, se procesaron 21 de 171 denuncias a parlamentarios desde la Comisión de Ética. Algunos de ellos fueron congresistas acusados de recortar el sueldo de los trabajadores de sus despachos.

### Viajes y subvenciones de congresistas
Perú fue el único país de Sudamérica que permitió y aún permite que sus sesiones sean completamente virtuales. En ese sentido, se registró un centenar de inasistencias físicas a las votaciones de algunos partidos políticos.  Hubo una congresista, Kira Alcarraz, que propuso «hacer tu semana de representación vía Zoom».
Durante los primeros dos años, 31 congresistas solicitaron al menos una licencia para ausentarse de las sesiones del Pleno y de las comisiones, principalmente por viajes. El propio ente destinó en 2023 más de un millón y medio de soles. Inclusive se buscó a una agencia para coordinar los vuelos internacionales, acorde a registros del Sistema Electrónico de Contrataciones del Estado.
En 2025, se destinaron 1.6 millones de soles para contratar un servicio de alimentación que incluye un aumento de las raciones de carne y proteínas, y esta medida se extenderá hasta el siguiente año. A esto, se destaron otros 9 millones de soles en seguros de vida entre congresistas y sus familiares.
Por otro lado, en 2021, María del Carmen Alva implementó una medida que permitía a los militares en retiro en el Parlamento percibir una remuneración adicional, en aparente conflicto con la Ley 19846, que expresamente prohíbe dicha práctica. En 2024, el Ministerio Público presentó una denuncia contra los integrantes de la Comisión de Defensa Nacional, Orden Interno, Desarrollo Alternativo y Lucha contra las Drogas que aprobaron esa implementación. Dicha denuncia fue archivada por la Comisión Permanente del Congreso el 23 de mayo de 2025, al estar referida a votos de los congresistas, aspecto por el cual gozan de inviolabilidad constitucional.

### Contrarreformas institucionales
En el contexto de la crisis política peruana, el Congreso de la República suscitó controversia ante la aprobación de normas, una parte de ellas respaldada con insistencia. En los primeros 17 meses de su gestión, se propusieron más de una centena de propuestas de reforma constitucional. Mientras que en 2023 se promulgaron 497 proyectos de naturaleza declarativa (20 % del total), esto es, que no generaban alguna modificación relevante en la sociedad. Estas leyes declarativas fueron una notable estrategia en el último pleno ejercido por José Williams para llamar la atención a la población sin que sea tomada como una medida real.
Durante el periodo parlamentario, se aprobaron medidas que revirtieron disposiciones previamente implementadas. En particular, se realizaron medidas dictadas en la última sesión legislativa de 2023, que afectarían la democracia, la educación y los derechos humanos y ambientales. Entre ellas, se encuentran la aprobación de la contrarreforma universitaria para debilitar las atribuciones de la Superintendencia Nacional de Educación Superior Universitaria (Sunedu), la eliminación del sistema de colaboración eficaz para funcionarios acusados de corrupción, alteraciones en las normas relativas a personas investigadas y procesadas judicialmente y la supresión de las elecciones primarias abiertas y obligatorias para los partidos políticos.
En cuanto a las elecciones, casi se prohibió a los movimientos regionales competir con los partidos políticos, una medida promovida por Alianza Para el Progreso para que estos últimos tengan una mayor participación en los gobiernos regionales. Sin embargo, la prohibición no se ratificó. En cuanto a medio ambiente, se establecieron disposiciones para autorizar los predios privados con actividad agropecuaria, lo que generó el rechazo del pueblo awajún por fomentar la deforestación y la minería ilegal, y la reversión de las protecciones a las comunidades indígenas.  El portal Infobae afirmó que el 60 % de los congresistas apoyaron algún proyecto de ley que favorece la minería ilegal.
La promulgación de reformas contra las instituciones recibió críticas, incluso de la parlamentaria de este periodo Susel Paredes. Paredes dijo que «estamos viviendo una dictadura» porque la actitud de los apodados padres de la Patria «ya no tienen pudor». El analista Oscar Díaz señaló que el órgano legislativo produjo normas de baja calidad, lo que ha llevado a denominarse el «Parlamento dinamita». El politólogo Martín Tanaka señaló que en 2023, se «afectó seriamente a la calidad de la democracia en el país […] y se favoreció además a grupos de interés informales, yendo en contra de los procesos de reforma institucional impulsados en los últimos años». La organización Human Rights Watch denunció públicamente «la ráfaga de legislación destructiva» y afirmó que «los congresistas peruanos están intensificando sus medidas para controlar a las autoridades judiciales y electorales».

#### Cambios judiciales
Durante el periodo parlamentario, se realizaron cambios en el sistema, de los cuales la organización Human Rights Watch señaló que ningún cambio contó con la oposición de Dina Boluarte, al menos en 2024. El diario El Comercio señaló que fueron 60 modificaciones al Código Penal y otras normas, siendo el punto de partida la apodada «Ley Soto».
Uno de los principales cambios fue la sanción del reglamento del crimen organizado, que se promulgó posteriormente a pesar de la oposición de los ministerios de Justicia e Interior por considerarla inviable. El analista Ricardo Valdés afirmó que la modificación de la norma busca la impunidad de los congresistas investigados por corrupción. En respuesta a esto, según un documento revelado por el periodista Paolo Benza, la Organización para la Cooperación y el Desarrollo Económicos había suspendido la postulación de Perú como integrante hasta solventar el reglamento aprobado.
La aplicación de la ley del crimen organizado tuvo un impacto en el caso Chibolín, ya que los fiscales no pudieron allanar el departamento de Andrés Hurtado, el principal investigado. También tuvo un impacto en las extorsiones a las empresas transportistas de Lima, por lo que estas exigieron su derogación. Los congresistas se negaron a derogar la ley y partidos como Fuerza Popular solicitaron al Gobierno que impusiera «mano dura». Cabe destacar que Fuerza Popular justificó su no derogación alegando que su norma busca «desbaratar a los cómplices de una narrativa engañosa» por sus rivales Martín Vizcarra, Alejandro Toledo, Susana Villarán y Pedro Castillo. Por su parte, figuras que respaldaron la ley, como Alejandro Cavero, reconocieron que esta solo cumple el objetivo de «no politizar la justicia».
El Congreso elaboró otro proyecto de reforma constitucional para impedir que las personas sentenciadas por delitos graves se presenten a las elecciones presidenciales. Inicialmente, en 2023, se establecieron los criterios delictivos como corrupción de funcionarios, trata de personas, violación sexual, homicidio y traición a la patria. Sin embargo, debido a los desacuerdos en los criterios, el debate se dilató por meses. En junio de 2024, el Congreso eliminó varios criterios y dejó exclusivamente a los condenados por terrorismo, tráfico ilícito de drogas, rebelión, sedición y motín. El diario El Comercio atribuyó a Fuerza Popular y partidos políticos de izquierda por denegar la inclusión de los crímenes de homicidio y secuestro en la apodada «Ley Antauro».
En junio de 2024 se aprobó un nuevo proyecto de reforma constitucional para eliminar la Junta Nacional de Justicia (el organismo encargado de nombrar y destituir a jueces, fiscales y autoridades electorales) donde el Senado se atribuiría las competencias de este. Human Rights Watch denunció que dichas políticas socavaban la independencia judicial y electoral, y que le estaban dando al gobierno de Dina Boluarte amplios poderes con la finalidad de controlar a las ONG y aplacar investigaciones de crímenes cometidos en el país en las décadas de 1980 y 1990.
En septiembre de ese año (2024), se puso en proyecto otra reforma del Código Procesal Penal para permitir que la policía actuara contra procesos judiciales, lo que podría asemejarse al Código de Procedimientos Penales de 1940, donde no existía el Ministerio Público. Después de su aprobación, los congresistas denunciaron a la Junta de Fiscales Supremos por «infracción constitucional y delitos de abuso de autoridad, prevaricato y falsedad genérica» cuando esta se negaba a implementar la norma en sus directivas.
En octubre de ese mismo año, la abogada constitucional Beatriz Ramírez afirmó que se había incorporado una interpretación de los tratados institucionales de derechos humanos en el país, establecidos en el artículo 8 de la ley 32153, por lo que no se pueden usar antecedentes de tribunales que no involucren a Perú para realizar apelaciones a nivel supranacional.
En noviembre, la Comisión de Justicia aprobó un nuevo proyecto de ley que permite procesar a adolescentes por delitos. Este proyecto se basa en una encuesta de CPI en la que el 83 % de los encuestados apoyan sancionar a menores de 16 y 17 años como si fueran adultos. Si se lleva a cabo, Perú se convertiría en el primer país de América Latina en permitirlo, a pesar de estar suscrito a la Convención sobre los Derechos del Niño. El proyecto (posteriormente ley 32330) fue aprobado y promulgado en mayo de 2025, a pesar de que instituciones como el Ministerio Público y el Poder Judicial se opusieron a su aprobación al considerarla inconstitucional.
En diciembre, el Congreso promulgó la Ley 32181, que eliminó la detención preliminar para personas que no habían cometido delitos flagrantes. Esta medida fue criticada por debilitar la lucha contra la delincuencia y se puso como ejemplo el caso de Aelucoop, en el que se liberó a 11 personas implicadas por su presunta participación en un fraude de 410 millones de soles (unos 10 millones de euros) en perjuicio de los 21 000 socios. Días después, el Congreso revirtió la medida, pero el Ejecutivo optó por dejarla en suspenso. En enero de 2025, el primer ministro Gustavo Adrianzén informó de que la ley había sido observada y devuelta al Congreso. Como respuesta, la congresista Ruth Luque presentó una denuncia contra Dina Boluarte, Gustavo Adrianzén y Juan José Santiváñez. El abogado penalista Andy Carrión aseguró que la derogación de la detención preliminar responde a un «conflicto de intereses» que involucra tanto al Congreso como al Ejecutivo.
Un sondeo de abril de 2025 realizado por Datum señaló que el 62 % de los encuestados consideró que las leyes de seguridad favorecieron a la delincuencia, en contraste con el 2 % que cree que han beneficiado a la ciudadanía. En ese mismo mes, los jueces de la Sala Plena de la Corte Superior de Justicia de Junín exigieron al Congreso que derogara siete leyes, ya que estas debilitaban la lucha contra la criminalidad y favorecían a las organizaciones delictivas.

#### Propuesta para rehabilitar a chóferes con licencia suspendida
En abril de 2025, el legislador Jorge Flores Ancachi (Podemos Perú) propuso que las personas responsables de provocar un accidente en estado de ebriedad pudieran recuperar el permiso de conducción tras pagar una multa reducida y completar un curso de reeducación vial. La medida fue fuertemente criticada por el Ministerio de Transportes y Comunicaciones, la Policía de Tránsito y la Asociación Peruana de Consumidores y Usuarios. El presentador Tito Alvites señaló que el objetivo de esta ley es «premiar la irresponsabilidad».

### Consenso ideológico y acusaciones a figuras opositoras
Los medios políticos afirmaron que la mayor parte del Congreso está representada por partidos conservadores. Además, en el marco de la crisis electoral de 2021, el Poder Legislativo aprobó varias mociones de vacancia presidencial contra Pedro Castillo. Según La República, tras la salida de Castillo (en 2022), los partidos políticos Perú Libre, Fuerza Popular y Alianza Para el Progreso establecieron su propia alianza para dominar la política del país durante el gobierno de la sucesora presidencial, Dina Boluarte. Ojo Público reportó que los integrantes de Alianza Para el Progreso votaron en contra el 80 % de las 85 mociones hacia Boluarte y sus ministros, mientras que los de Fuerza Popular votaron en contra el 64 %.
El politólogo Martín Tanaka señaló en 2024 que se evidenciaron acontecimientos que demuestran la intención del Parlamento de controlar la política peruana, siendo uno de los factores clave la naturaleza de los partidos políticos que se desarrollaron en el hemiciclo desde la década anterior (2011-2020). Por ejemplo, según Infobae, se revelaron conversaciones para que Renovación Popular formaran parte de las comisiones. La mayoría de las bancadas estuvieron propensas a recibir representantes afines a posturas conservadoras y contrarios a las reformas institucionales.
En septiembre de 2023, las bancadas conservadoras pusieron en marcha tres planes para retirar a Perú del Sistema Interamericano de Derechos Humanos, debido al rechazo de los grupos conservadores hacia la presencia extranjera. Al mes siguiente, se aceptaron dos propuestas para su discusión. En 2024, se aprobó en comisión la modificación de la Agencia Peruana de Cooperación Internacional, en que se añadió la figura de organizaciones o entidades que realicen algún activismo político. En respuesta a esas iniciativas, 16 embajadas de países de Europa, Oceanía y Norteamérica se manifestaron en contra de su aprobación. Además, el presidente del Comité de Relaciones Exteriores del Senado de Estados Unidos, Ben Cardin, y el presidente del Subcomité del Hemisferio Occidental, Tim Kaine, advirtieron de que la «importante relación» que une a Estados Unidos con Perú podría verse «en peligro» en caso de aprobarse.
Por otro lado, se sabe que se ha priorizado la elaboración de juicios políticos contra figuras consideradas adversarias. En 2023, pese a la falta de una declaración oficial del Tribunal Constitucional que anulase la disolución del Congreso de 2019 por parte del expresidente Martín Vizcarra, el político Alejandro Muñante interpuso una denuncia en la que alegaba la ilegalidad de dicha disolución. Al año siguiente, la Subcomisión de Acusaciones Constitucionales aprobó la referida denuncia constitucional contra Vizcarra, sus ministros de Estado y los exmiembros del Tribunal Constitucional (antes de que fuesen sustituidos por parte de los nuevos congresistas) por su participación en la disolución del Congreso de ese año. Por su parte, Patricia Chirinos denunció al anterior primer ministro, Salvador del Solar, por el mismo motivo, que fue aprobado por la Subcomisión de Acusaciones Constitucionales.
En 2024, el Congreso concedió la pensión solicitada por Alberto Fujimori, exlíder del fujimorismo que fue sentenciado por delitos de lesa humanidad, y rechazó la petición realizada a Pedro Castillo. Cuando Fujimori falleció, se anunció la suspensión de sus labores mientras mostraba solidaridad con los simpatizantes fujimoristas y se anunciaba que la Mesa Directiva acudiría al velatorio del expresidente.
En 2025, el Congreso de la República propuso crear el delito de «mentira política» y establecer sanciones penales para aquellos candidatos a cualquier cargo público que «utilicen la mentira como estrategia política para distorsionar hechos o datos históricos, estadísticos, económicos, científicos o de otra naturaleza». La propuesta fue presentada por el congresista de Alianza para el Progreso, Luis Kamiche Morante, quien argumentó que «la racionalidad política nos conduce a afirmar que la mentira y la política deben ser esencialmente incompatibles; la mentira política genera desconfianza, constituye una amenaza existencial para la democracia y daña profundamente a la sociedad».

#### Influencia en el juicio político a la Junta Nacional de Justicia
En los primeros años el periodo parlamentario, los integrantes del Equipo Especial de Fiscales contra la Corrupción en el Poder descubrieron, en el curso de sus investigaciones, conversaciones entre el asesor de la Fiscal de la Nación, Jaime Villanueva, y al menos 11 congresistas. Estas conversaciones revelaron un presunto conflicto de interés que involucra a altos cargos del Parlamento, como José Williams Zapata y Lady Camones.
La abogada Yorka Gamarra remarcó que, a la luz de dichas revelaciones, el Congreso inició un juicio político contra los miembros de la Junta Nacional de Justicia, con el objetivo de modificar su composición y eludir una posible investigación sobre Patricia Benavides, la principal figura de la Fiscalía. Mientras que el expresidente del Consejo de Ministros, Pedro Cateriano, lamentó el silencio de la presidenta Dina Boluarte en el momento en que el Poder Legislativo debatiera un proyecto para reestructurar el organismo autónomo.

### Supuesta contratación de trabajadoras con fines sexuales
En 2024, la Fiscalía de Delitos de Trata de Lima Centro inició una investigación preliminar contra Jorge Torres Saravia, jefe de la Oficina Legal del Congreso, por el presunto delito de explotación sexual, debido a las sospechas de que lideraba una red que contrataba a trabajadoras sexuales. La Fiscalía solicitó revisar los expedientes de contratación de las trabajadoras Isabel Cajo Salvador, Andrea Vidal Gómez y Alexandra Gil Ramírez, acusadas de conseguir puestos de forma irregular. El diario Perú21 reveló que personas cercanas al partido Alianza para el Progreso podrían haber participado en las contrataciones.
Las investigaciones se originan en diciembre de 2024, cuando el programa político Beto a saber entrevistó a Andrea Vidal Gómez, abogada del Parlamento, para conocer su labor de asesora en la Oficina Legal y Constitucional del Parlamento en su reportaje sobre la contratación de mujeres no cualificadas en el despacho. Horas después de la entrevista, Vidal fue atacada por disparos y falleció una semana después. El taxista también falleció horas después de la entrevista.
Los testimonios de trabajadores de la Oficina Legal y Constitucional del Congreso revelaron que Andrea Vidal se encargaba de dar un trato preferencial a otras mujeres que trabajaban en fiestas privadas y que estaban implicadas en la presunta red de prostitución. De hecho, los trabajadores afirmaban que Torres Saravia solía fotografiar y grabar a los invitados de las fiestas para adultos que organizaba y que, posteriormente, compartía algunas de estas imágenes con su círculo más íntimo.
Un registro aseguró que Andrea Vidal se había reunido en la oficina a inicios de diciembre. Además, en uno de los teléfonos móviles de Andrea Vidal se descubrieron varios contactos con figuras políticas, muchas de ellas marcadas con las iniciales «APP», que coinciden con las siglas de Alianza para el Progreso, pero que en realidad eran contactos de una aplicación de citas. Para evitar sospechas, se contactaba desde números extranjeros.
La muerte de Vidal desató un escándalo en plena crisis de seguridad, hecho que cubrieron medios internacionales como The Telegraph. Debido a su magnitud, el Poder Legislativo prohibió el uso de minifaldas y pantalones cortos a sus trabajadoras e instó a la Fiscalía de la Nación, en un comunicado, a acelerar la investigación del caso y exhortó a la Policía Nacional del Perú a realizar las acciones necesarias para capturar a los criminales. Sin embargo, negaron que la muerte de Vidal estuviera coordinado por Torres Saravia y afirmaron que «ha sido una víctima más del sicariato que golpea duramente a nuestra sociedad». La fiscal de la nación, Delia Espinoza, cuestionó al Congreso por sacar conclusiones sin haber realizado la investigación que le correspondía.
Un grupo de diputados de distintas formaciones pidió la destitución inmediata del oficial mayor del Parlamento, Giovanni Forno Flórez, por su «negligencia y falta de transparencia» al designar a los profesionales de la cámara. Forno Flórez admitió conocer a Torres Saravia desde 2023, pero prefirió desligarse del investigado. Además, una mujer que denunció a Torres Saravia por agresión sexual cuando trabajaba con él en el departamento de La Libertad acusó a la comisión disciplinaria, cuyos integrantes pertenecen a Alianza para el Progreso, de impedir que fuese retirado del Parlamento.
En 2025, la Comisión de Fiscalización dictaminó en su informe final que no existe una red de prostitución en el Congreso, pero sí constató la existencia de un «festín» de contrataciones y permisos irregulares para los trabajadores del Parlamento.

### Construcción de centro de capacitación en residencia de verano
En diciembre de 2023 se supo que se había destinado la construcción de un supuesto centro de capacitación y estudios parlamentarios en una zona de playa. En febrero de 2025, Eduardo Salhuana confirmó que se poseía un terreno destinado a «fines institucionales», cuyos planos se habían elaborado meses antes. El alcalde de Santa María del Mar, Hugo Monteverde Cerrutti, se opuso a la construcción del supuesto centro en su distrito.

## Sondeos de opinión

### Aprobación del Congreso
| Encuestadora/Medio              | Fecha             | Muestra | Congreso de la República        | Congreso de la República | Congreso de la República | Congreso de la República |      |   |    |   |     |
| Encuestadora/Medio              | Fecha             | Muestra | Aprob.                          | Desap.                   | NS/NO                    | Dif.                     |      |   |    |   |     |
| ------------------------------- | ----------------- | ------- | ------------------------------- | ------------------------ | ------------------------ | ------------------------ | ---- | - | -- | - | --- |
| Encuestadora/Medio              | Fecha             | Muestra | Datum Internacional/El Comercio | 6–10 jun 2025            | NS/NO                    | Dif.                     | 1203 | 8 | 88 | 4 | –80 |
| Activa/Pulso Ciudadano          | 2–9 jun 2025      | 829     | 4.9                             | 87.1                     | 8.1                      | –82.2                    |      |   |    |   |     |
| IEP/La República                | 15–21 may 2025    | 1203    | 4                               | 93                       | 3                        | –89                      |      |   |    |   |     |
| Ipsos Perú/Perú21               | 8–9 may 2025      | 1207    | 7                               | 87                       | 6                        | –80                      |      |   |    |   |     |
| Ipsos Perú/Perú21               | 13–14 abr 2025    | 1206    | 6                               | 89                       | 5                        | –83                      |      |   |    |   |     |
| Activa/Pulso Ciudadano          | 1–9 abr 2025      | 806     | 5.1                             | 91.5                     | 3.4                      | –86.4                    |      |   |    |   |     |
| IEP/La República                | 20–26 mar 2025    | 1203    | 2                               | 95                       | 3                        | –93                      |      |   |    |   |     |
| Datum Internacional/El Comercio | 7–11 mar 2025     | 1208    | 8                               | 89                       | 3                        | –81                      |      |   |    |   |     |
| Ipsos Perú/Perú21               | 6–7 mar 2025      | 1206    | 8                               | 85                       | 7                        | –77                      |      |   |    |   |     |
| Activa/Pulso Ciudadano          | 6–13 feb 2025     | 806     | 6.2                             | 87.9                     | 6.0                      | –81.7                    |      |   |    |   |     |
| Ipsos Perú/Perú21               | 6–7 feb 2025      | 1202    | 9                               | 84                       | 7                        | –75                      |      |   |    |   |     |
| IEP                             | 16–22 ene 2025    | 1207    | 5                               | 91                       | 4                        | –86                      |      |   |    |   |     |
| Ipsos Perú/Perú21               | 9–10 ene 2025     | 1214    | 7                               | 88                       | 5                        | –81                      |      |   |    |   |     |
| Ipsos Perú/América              | 5–6 dic 2024      | 1203    | 7                               | 82                       | 11                       | –75                      |      |   |    |   |     |
| Activa/Pulso Ciudadano          | 20–28 nov 2024    | 824     | 4.3                             | 90.9                     | 4.9                      | –86.6                    |      |   |    |   |     |
| IEP/La República                | 15–20 nov 2024    | 1206    | 6                               | 90                       | 4                        | –84                      |      |   |    |   |     |
| Ipsos Perú/Perú21               | 7–8 nov 2024      | 1204    | 8                               | 84                       | 8                        | –76                      |      |   |    |   |     |
| Ipsos Perú/América              | 10–11 oct 2024    | 1211    | 6                               | 88                       | 6                        | –82                      |      |   |    |   |     |
| Datum Internacional/El Comercio | 4–8 oct 2024      | 1218    | 9                               | 88                       | 3                        | –79                      |      |   |    |   |     |
| Activa/Pulso Ciudadano          | 18–26 sep 2024    | 823     | 6.9                             | 85.7                     | 7.4                      | –78.8                    |      |   |    |   |     |
| IEP/La República                | 20–25 sep 2024    | 1205    | 5                               | 92                       | 3                        | –87                      |      |   |    |   |     |
| Ipsos Perú/Perú21               | 5–6 sep 2024      | 1210    | 9                               | 86                       | 5                        | –77                      |      |   |    |   |     |
| Ipsos Perú/América              | 8–9 ago 2024      | 1205    | 8                               | 84                       | 8                        | –76                      |      |   |    |   |     |
| IEP/La República                | 2–7 ago 2024      | 1205    | 5                               | 91                       | 4                        | –86                      |      |   |    |   |     |
| CPI                             | 15–19 jul 2024    | 1370    | 4.1                             | 91.7                     | 4.2                      | –87.6                    |      |   |    |   |     |
| Ipsos Perú/Perú21               | 17–18 jul 2024    | 1218    | 10                              | 85                       | 5                        | –75                      |      |   |    |   |     |
| IEP/La República                | 1–5 jul 2024      | 1204    | 4                               | 94                       | 2                        | –90                      |      |   |    |   |     |
| Ipsos Perú/América              | 4–7 jun 2024      | 1206    | 9                               | 85                       | 6                        | –76                      |      |   |    |   |     |
| CPI                             | 27 may–2 jun 2024 | 1200    | 4.1                             | 93.0                     | 2.9                      | –88.9                    |      |   |    |   |     |
| IEP/La República                | 18–23 may 2024    | 1227    | 6                               | 91                       | 3                        | –85                      |      |   |    |   |     |
| Ipsos Perú/Perú 21              | 9–10 may 2024     | 1206    | 9                               | 85                       | 6                        | –76                      |      |   |    |   |     |
| Activa/Pulso Ciudadano          | 3–9 may 2024      | 872     | 6.9                             | 84.1                     | 9.1                      | –77.2                    |      |   |    |   |     |
| Datum Internacional/El Comercio | 5–8 abr 2024      | 1209    | 9                               | 86                       | 5                        | –77                      |      |   |    |   |     |
| Ipsos Perú/América              | 4–5 abr 2024      | 1206    | 10                              | 82                       | 8                        | –72                      |      |   |    |   |     |
| Ipsos Perú/Perú21               | 21–22 mar 2024    | 1206    | 9                               | 85                       | 6                        | –76                      |      |   |    |   |     |
| IEP/La República                | 16–21 mar 2024    | 1207    | 6                               | 92                       | 2                        | –86                      |      |   |    |   |     |
| Imasen/Pulso Regional           | 3–13 mar 2024     | 10800   | 4.6                             | 90.8                     | 4.6                      | –86.2                    |      |   |    |   |     |
| Activa/Pulso Ciudadano          | 1–5 mar 2024      | 822     | 7.9                             | 84.4                     | 7.8                      | –76.5                    |      |   |    |   |     |
| Ipsos Perú/América              | 8–9 feb 2024      | 1207    | 11                              | 80                       | 9                        | –69                      |      |   |    |   |     |
| Datum Internacional/El Comercio | 3–6 feb 2024      | 1208    | 8                               | 86                       | 6                        | –78                      |      |   |    |   |     |
| IEP/La República                | 19–24 ene 2024    | 1208    | 5                               | 90                       | 5                        | –85                      |      |   |    |   |     |
| Ipsos Perú/América              | 11–12 ene 2024    | 1217    | 11                              | 82                       | 7                        | –71                      |      |   |    |   |     |
| Activa/Pulso Ciudadano          | 2–8 ene 2024      | 807     | 8.1                             | 83.9                     | 8.0                      | –75.8                    |      |   |    |   |     |
| IEP/La República                | 8–10 dic 2023     | 1210    | 5                               | 91                       | 4                        | –86                      |      |   |    |   |     |
| Ipsos Perú/América              | 6–7 dic 2023      | 1215    | 11                              | 83                       | 6                        | –72                      |      |   |    |   |     |
| Datum Internacional/El Comercio | 1–6 dic 2023      | 1207    | 7                               | 88                       | 5                        | –81                      |      |   |    |   |     |
| IEP/La República                | 18–23 nov 2023    | 1213    | 6                               | 91                       | 3                        | –85                      |      |   |    |   |     |
| CPI                             | 13–18 nov 2023    | 1200    | 5.2                             | 90.8                     | 4.0                      | –85.6                    |      |   |    |   |     |
| Activa/Pulso Ciudadano          | 8–17 nov 2023     | 807     | 6.8                             | 85.0                     | 8.2                      | –78.2                    |      |   |    |   |     |
| Ipsos Perú/Perú21               | 9–10 nov 2023     | 1209    | 11                              | 82                       | 7                        | –71                      |      |   |    |   |     |
| IEP/La República                | 21–26 oct 2023    | 1203    | 6                               | 90                       | 4                        | –84                      |      |   |    |   |     |
| Ipsos Perú/América              | 12–13 oct 2023    | 1211    | 13                              | 82                       | 5                        | –69                      |      |   |    |   |     |
| Datum Internacional             | 30 sep–3 oct 2023 | 1216    | 11                              | 85                       | 4                        | –74                      |      |   |    |   |     |
| IEP/La República                | 16–20 sep 2023    | 1210    | 6                               | 90                       | 4                        | –84                      |      |   |    |   |     |
| Activa/Pulso Ciudadano          | 6–15 sep 2023     | 809     | 7.7                             | 86.8                     | 5.4                      | –79.1                    |      |   |    |   |     |
| Ipsos Perú/Perú21               | 7–8 sep 2023      | 1213    | 12                              | 81                       | 7                        | –69                      |      |   |    |   |     |
| IEP/La República                | 19–24 ago 2023    | 1207    | 6                               | 90                       | 4                        | –84                      |      |   |    |   |     |
| Ipsos Perú/América              | 10–11 ago 2023    | 1213    | 10                              | 83                       | 7                        | –73                      |      |   |    |   |     |
| IEP/La República                | 15–19 jul 2023    | 1206    | 6.2                             | 90.4                     | 3.4                      | –84.2                    |      |   |    |   |     |
| Activa/Pulso Ciudadano          | 11–19 jul 2023    | 809     | 5.5                             | 86.0                     | 8.5                      | –80.5                    |      |   |    |   |     |
| CPI/RPP                         | 11–15 jul 2023    | 1200    | 5.9                             | 90.8                     | 3.3                      | –84.9                    |      |   |    |   |     |
| Ipsos Perú/Perú 21              | 13–14 jul 2023    | 1206    | 9                               | 85                       | 6                        | –76                      |      |   |    |   |     |
| Datum Internacional             | 30 jun–4 jul 2023 | 1230    | 9                               | 86                       | 5                        | –77                      |      |   |    |   |     |
| IEP/La República                | 17–22 jun 2023    | 1209    | 6                               | 91                       | 3                        | –85                      |      |   |    |   |     |
| Ipsos Perú/América              | 8–9 jun 2023      | 1205    | 13                              | 81                       | 6                        | –68                      |      |   |    |   |     |
| IEP/La República                | 20–25 may 2023    | 1212    | 6                               | 90                       | 4                        | –84                      |      |   |    |   |     |
| Activa/Pulso Ciudadano          | 17–23 may 2023    | 814     | 7.8                             | 83.5                     | 8.7                      | –75.7                    |      |   |    |   |     |
| Ipsos Perú/Perú 21              | 11–12 may 2023    | 1206    | 13                              | 79                       | 8                        | –66                      |      |   |    |   |     |
| Datum Internacional             | 6–9 may 2023      | 1210    | 9                               | 86                       | 5                        | –77                      |      |   |    |   |     |
| CPI                             | 23–28 abr 2023    | 1200    | 6.9                             | 89.3                     | 3.8                      | –82.4                    |      |   |    |   |     |
| IEP/La República                | 22–27 abr 2023    | 1202    | 7                               | 90                       | 3                        | –83                      |      |   |    |   |     |
| Ipsos Perú/América              | 13–14 abr 2023    | 1207    | 10                              | 84                       | 6                        | –74                      |      |   |    |   |     |
| Datum Internacional             | 10–12 abr 2023    | 1200    | 12                              | 82                       | 6                        | –70                      |      |   |    |   |     |
| Activa/Pulso Ciudadano          | 20–27 mar 2023    | 849     | 7.3                             | 87.6                     | 5.1                      | –80.3                    |      |   |    |   |     |
| Ipsos Perú/Perú 21              | 25–26 mar 2023    | 1210    | 10                              | 82                       | 8                        | –72                      |      |   |    |   |     |
| IEP/La República                | 18–22 mar 2023    | 1220    | 6                               | 91                       | 3                        | –85                      |      |   |    |   |     |
| CPI                             | 7–10 mar 2023     | 1200    | 6.5                             | 90.2                     | 3.3                      | –83.7                    |      |   |    |   |     |
| Datum Internacional             | 3–7 mar 2023      | 1200    | 8                               | 87                       | 5                        | –79                      |      |   |    |   |     |
| IEP/La República                | 18–22 feb 2023    | 1201    | 6                               | 90                       | 4                        | –84                      |      |   |    |   |     |
| Ipsos Perú/América              | 9–10 feb 2023     | 1210    | 11                              | 82                       | 7                        | –71                      |      |   |    |   |     |
| CPI/RPP                         | 24–27 ene 2023    | 1200    | 7.7                             | 87.6                     | 4.8                      | –79.9                    |      |   |    |   |     |
| IEP/La República                | 21–25 ene 2023    | 1214    | 7                               | 89                       | 4                        | –82                      |      |   |    |   |     |
| Activa/Pulso Ciudadano          | 17–23 ene 2023    | 800     | 7.7                             | 81.3                     | 11.0                     | –73.6                    |      |   |    |   |     |
| Ipsos Perú/Perú 21              | 12–13 ene 2023    | 1199    | 14                              | 80                       | 6                        | –66                      |      |   |    |   |     |
| IEP/La República                | 7–12 ene 2023     | 1211    | 9                               | 88                       | 3                        | –79                      |      |   |    |   |     |
| Ipsos Perú/América              | 15–16 dic 2022    | 1216    | 13                              | 82                       | 5                        | –69                      |      |   |    |   |     |
| IEP/La República                | 9–14 dic 2022     | 1216    | 15                              | 80                       | 5                        | –65                      |      |   |    |   |     |
| Datum/Perú 21/Gestión           | 1–4 dic 2022      | 1213    | 11                              | 84                       | 5                        | –73                      |      |   |    |   |     |
| IEP/La República                | 19–24 nov 2022    | 1217    | 10                              | 86                       | 4                        | –76                      |      |   |    |   |     |
| CPI/RPP                         | 16–20 nov 2022    | 1200    | 9.5                             | 84.3                     | 6.2                      | –74.8                    |      |   |    |   |     |
| Activa/Pulso Ciudadano          | 9–15 nov 2022     | 1035    | 6.5                             | 84.0                     | 9.5                      | –77.5                    |      |   |    |   |     |
| Ipsos Perú/El Comercio          | 10 nov 2022       | 1246    | 18                              | 73                       | 9                        | –55                      |      |   |    |   |     |
| IEP/La República                | 22–27 oct 2022    | 1208    | 13                              | 81                       | 6                        | –68                      |      |   |    |   |     |
| Ipsos Perú/América              | 20–21 oct 2022    | 1246    | 16                              | 74                       | 10                       | –58                      |      |   |    |   |     |
| IEP/La República                | 19–22 sep 2022    | 1215    | 11                              | 84                       | 5                        | –73                      |      |   |    |   |     |
| Datum/Perú 21/Gestión           | 17–21 sep 2022    | 1204    | 7                               | 87                       | 6                        | –80                      |      |   |    |   |     |
| Activa/Pulso Ciudadano          | 6–21 sep 2022     | 1004    | 3.7                             | 89.4                     | 6.9                      | –85.7                    |      |   |    |   |     |
| CPI/RPP                         | 5–8 sep 2022      | 1200    | 6.7                             | 87.0                     | 6.3                      | –80.3                    |      |   |    |   |     |
| IEP/La República                | 20–25 ago 2022    | 1206    | 8                               | 87                       | 5                        | –79                      |      |   |    |   |     |
| Ipsos Perú/América              | 11–12 ago 2022    | 1247    | 13                              | 81                       | 6                        | –68                      |      |   |    |   |     |
| CPI/ATV                         | 3–10 ago 2022     | 1200    | 6.5                             | 87.9                     | 5.6                      | –81.4                    |      |   |    |   |     |
| IEP/La República                | 1–4 ago 2022      | 1208    | 10                              | 85                       | 5                        | –75                      |      |   |    |   |     |
| Datum/Perú 21/Gestión           | 1–3 ago 2022      | 1202    | 11                              | 83                       | 6                        | –72                      |      |   |    |   |     |
| Activa/Pulso Ciudadano          | 19–29 jul 2022    | 1006    | 4.3                             | 87.3                     | 8.4                      | –83.0                    |      |   |    |   |     |
| Ipsos Perú/El Comercio          | 14–15 jul 2022    | 1243    | 14                              | 79                       | 7                        | –65                      |      |   |    |   |     |
| CPI/ATV                         | 28 jun–2 jul 2022 | 1200    | 6.4                             | 86.5                     | 7.1                      | –80.1                    |      |   |    |   |     |
| IEP/La República                | 20–23 jun 2022    | 1205    | 12                              | 85                       | 3                        | –73                      |      |   |    |   |     |
| Ipsos Perú/El Comercio          | 9–10 jun 2022     | 1243    | 16                              | 75                       | 9                        | –59                      |      |   |    |   |     |
| Activa/Pulso Ciudadano          | 30 may–8 jun 2022 | 1026    | 4.4                             | 86.0                     | 9.6                      | –81.6                    |      |   |    |   |     |
| Datum/Perú 21/Gestión           | 3–7 jun 2022      | 1206    | 13                              | 80                       | 7                        | –67                      |      |   |    |   |     |
| IEP/La República                | 23–26 may 2022    | 1201    | 10                              | 87                       | 3                        | –77                      |      |   |    |   |     |
| Ipsos Perú/El Comercio          | 12–13 may 2022    | 1205    | 12                              | 82                       | 6                        | –70                      |      |   |    |   |     |
| CPI/RPP                         | 25–29 abr 2022    | 1300    | 12.7                            | 83.6                     | 3.7                      | –70.9                    |      |   |    |   |     |
| IEP/La República                | 18–21 abr 2022    | 1206    | 11                              | 86                       | 3                        | –75                      |      |   |    |   |     |
| Ipsos Perú/América              | 7 abr 2022        | 1205    | 14                              | 79                       | 7                        | –65                      |      |   |    |   |     |
| Datum/Perú 21/Gestión           | 2–4 abr 2022      | 1121    | 12                              | 82                       | 6                        | –70                      |      |   |    |   |     |
| Activa/Pulso Ciudadano          | 21–28 mar 2022    | 1142    | 6                               | 81                       | 10                       | –75                      |      |   |    |   |     |
| CPI                             | 21–25 mar 2022    | 1200    | 16.1                            | 76.7                     | 7.2                      | –60.6                    |      |   |    |   |     |
| IEP/La República                | 21–24 mar 2022    | 1201    | 17                              | 79                       | 4                        | –62                      |      |   |    |   |     |
| Ipsos Perú/El Comercio          | 8 mar 2022        | 1206    | 20                              | 70                       | 10                       | –50                      |      |   |    |   |     |
| IEP/La República                | 21–23 feb 2022    | 1213    | 14                              | 82                       | 4                        | –68                      |      |   |    |   |     |
| Ipsos Perú/América              | 10–11 feb 2022    | 1214    | 23                              | 70                       | 7                        | –47                      |      |   |    |   |     |
| IEP/La República                | 24–27 ene 2022    | 1210    | 20                              | 77                       | 3                        | –57                      |      |   |    |   |     |
| Ipsos Perú/El Comercio          | 13–14 ene 2022    | 1209    | 24                              | 68                       | 8                        | –44                      |      |   |    |   |     |
| IEP/La República                | 13–16 dic 2021    | 1206    | 18                              | 78                       | 4                        | –60                      |      |   |    |   |     |
| Ipsos Perú/El Comercio          | 9–10 dic 2021     | 1206    | 22                              | 70                       | 8                        | –48                      |      |   |    |   |     |
| CPI/Panamericana                | 7–10 dic 2021     | 1266    | 17.6                            | 80.2                     | 2.1                      | –62.6                    |      |   |    |   |     |
| Datum/Perú 21/Gestión           | 4–7 dic 2021      | 1175    | 17                              | 76                       | 7                        | –59                      |      |   |    |   |     |
| IEP/La República                | 22–25 nov 2021    | 1210    | 21                              | 75                       | 4                        | –54                      |      |   |    |   |     |
| Ipsos Perú/El Comercio          | 11–12 nov 2021    | 1205    | 30                              | 61                       | 9                        | –31                      |      |   |    |   |     |
| IEP/La República                | 25–28 oct 2021    | 1224    | 21                              | 75                       | 4                        | –54                      |      |   |    |   |     |
| Datum/Perú 21/Gestión           | 16–19 oct 2021    | 1205    | 21                              | 71                       | 8                        | –50                      |      |   |    |   |     |
| Ipsos Perú/El Comercio          | 14–15 oct 2021    | 1204    | 32                              | 58                       | 10                       | –26                      |      |   |    |   |     |
| IEP/La República                | 20–23 sep 2021    | 1209    | 32                              | 61                       | 7                        | –29                      |      |   |    |   |     |
| Datum/Perú 21/Gestión           | 12–15 sep 2021    | 1202    | 30                              | 55                       | 15                       | –25                      |      |   |    |   |     |
| Ipsos Perú/El Comercio          | 9–10 sep 2021     | 1204    | 37                              | 49                       | 14                       | –12                      |      |   |    |   |     |
| IEP/La República                | 16–19 ago 2021    | 1221    | 31                              | 61                       | 8                        | –30                      |      |   |    |   |     |
| Ipsos Perú/El Comercio          | 12–13 ago 2021    | 1203    | 40                              | 44                       | 16                       | –4                       |      |   |    |   |     |

### Aprobación de la Presidencia
| Encuestadora/Medio                | Fecha          | Muestra | Presidencia del Congreso     | Presidencia del Congreso     | Presidencia del Congreso     | Presidencia del Congreso     |                              |                              |                              |                              |                              |                              |                              |
| Encuestadora/Medio                | Fecha          | Muestra | Aprob.                       | Desap.                       | NS/NO                        | Dif.                         |                              |                              |                              |                              |                              |                              |                              |
| Encuestadora/Medio                | Fecha          | Muestra | Lady Camones Soriano (2022-) | Lady Camones Soriano (2022-) | Lady Camones Soriano (2022-) | Lady Camones Soriano (2022-) | Lady Camones Soriano (2022-) | Lady Camones Soriano (2022-) | Lady Camones Soriano (2022-) | Lady Camones Soriano (2022-) | Lady Camones Soriano (2022-) | Lady Camones Soriano (2022-) | Lady Camones Soriano (2022-) |
| --------------------------------- | -------------- | ------- | ---------------------------- | ---------------------------- | ---------------------------- | ---------------------------- | ---------------------------- | ---------------------------- | ---------------------------- | ---------------------------- | ---------------------------- | ---------------------------- | ---------------------------- |
| IEP/La República                  | 1–4 ago 2022   | 1208    | 28                           | 51                           | 21                           | –23                          |                              |                              |                              |                              |                              |                              |                              |
| María del Carmen Alva (2021-2022) |                |         |                              |                              |                              |                              |                              |                              |                              |                              |                              |                              |                              |
| Ipsos Perú/El Comercio            | 14–15 jul 2022 | 1243    | 16                           | 72                           | 12                           | –56                          |                              |                              |                              |                              |                              |                              |                              |
| Datum/Perú 21/Gestión             | 8–12 jul 2022  | 1300    | 13                           | 70                           | 17                           | –57                          |                              |                              |                              |                              |                              |                              |                              |
| IEP/La República                  | 20–23 jun 2022 | 1205    | 18                           | 75                           | 7                            | –57                          |                              |                              |                              |                              |                              |                              |                              |
| Ipsos Perú/El Comercio            | 9–10 jun 2022  | 1243    | 14                           | 69                           | 17                           | –55                          |                              |                              |                              |                              |                              |                              |                              |
| IEP/La República                  | 23–26 may 2022 | 1201    | 16                           | 77                           | 7                            | –61                          |                              |                              |                              |                              |                              |                              |                              |
| Ipsos Perú/El Comercio            | 12–13 may 2022 | 1205    | 16                           | 69                           | 15                           | –53                          |                              |                              |                              |                              |                              |                              |                              |
| Datum/Perú 21/Gestión             | 5–9 may 2022   | 1300    | 18                           | 67                           | 15                           | –49                          |                              |                              |                              |                              |                              |                              |                              |
| CPI/RPP                           | 25–29 abr 2022 | 1300    | 21.2                         | 66.4                         | 12.4                         | –45.2                        |                              |                              |                              |                              |                              |                              |                              |
| IEP/La República                  | 18–21 abr 2022 | 1206    | 18                           | 76                           | 6                            | –58                          |                              |                              |                              |                              |                              |                              |                              |
| Ipsos Perú/América                | 7 abr 2022     | 1205    | 15                           | 73                           | 12                           | –58                          |                              |                              |                              |                              |                              |                              |                              |
| CPI                               | 21–25 mar 2022 | 1200    | 15.3                         | 65.6                         | 19.1                         | –50.3                        |                              |                              |                              |                              |                              |                              |                              |
| IEP/La República                  | 21–24 mar 2022 | 1201    | 24                           | 69                           | 7                            | –45                          |                              |                              |                              |                              |                              |                              |                              |
| Ipsos Perú/El Comercio            | 8 mar 2022     | 1206    | 20                           | 61                           | 19                           | –41                          |                              |                              |                              |                              |                              |                              |                              |
| IEP/La República                  | 21–23 feb 2022 | 1213    | 20                           | 73                           | 7                            | –53                          |                              |                              |                              |                              |                              |                              |                              |
| Ipsos Perú/América                | 10–11 feb 2022 | 1214    | 21                           | 62                           | 17                           | –41                          |                              |                              |                              |                              |                              |                              |                              |
| Datum/Perú 21/Gestión             | 28–31 ene 2022 | 1213    | 25                           | 57                           | 19                           | –32                          |                              |                              |                              |                              |                              |                              |                              |
| IEP/La República                  | 24–27 ene 2022 | 1210    | 26                           | 65                           | 9                            | –39                          |                              |                              |                              |                              |                              |                              |                              |
| Ipsos Perú/El Comercio            | 13–14 ene 2022 | 1209    | 29                           | 52                           | 19                           | –23                          |                              |                              |                              |                              |                              |                              |                              |
| IEP/La República                  | 13–16 dic 2021 | 1206    | 23                           | 68                           | 9                            | –45                          |                              |                              |                              |                              |                              |                              |                              |
| Ipsos Perú/El Comercio            | 9–10 dic 2021  | 1206    | 30                           | 52                           | 18                           | –22                          |                              |                              |                              |                              |                              |                              |                              |
| IEP/La República                  | 22–25 nov 2021 | 1210    | 31                           | 61                           | 8                            | –30                          |                              |                              |                              |                              |                              |                              |                              |
| Ipsos Perú/El Comercio            | 11–12 nov 2021 | 1205    | 32                           | 49                           | 19                           | –17                          |                              |                              |                              |                              |                              |                              |                              |
| IEP/La República                  | 25–28 oct 2021 | 1224    | 28                           | 58                           | 14                           | –30                          |                              |                              |                              |                              |                              |                              |                              |
| Ipsos Perú/El Comercio            | 14–15 oct 2021 | 1204    | 37                           | 42                           | 21                           | –5                           |                              |                              |                              |                              |                              |                              |                              |
| IEP/La República                  | 20–23 sep 2021 | 1209    | 34                           | 56                           | 10                           | –22                          |                              |                              |                              |                              |                              |                              |                              |
| Ipsos Perú/El Comercio            | 9–10 sep 2021  | 1204    | 33                           | 47                           | 20                           | –14                          |                              |                              |                              |                              |                              |                              |                              |
| IEP/La República                  | 16–19 ago 2021 | 1221    | 34                           | 54                           | 12                           | –20                          |                              |                              |                              |                              |                              |                              |                              |
| Ipsos Perú/El Comercio            | 12–13 ago 2021 | 1203    | 37                           | 37                           | 26                           | —                            |                              |                              |                              |                              |                              |                              |                              |
| CPI/América                       | 6–8 ago 2021   | 1200    | 34.9                         | 40.3                         | 24.8                         | –5.4                         |                              |                              |                              |                              |                              |                              |                              |

### Aprobación de los grupos parlamentarios
Fuerza Popular
| Encuestadora/Medio | Fecha          | Muestra | Fuerza Popular | Fuerza Popular    | Fuerza Popular | Fuerza Popular |      |      |       |       |
| Encuestadora/Medio | Fecha          | Muestra | Aprob.         | Desap.            | NS/NO          | Dif.           |      |      |       |       |
| ------------------ | -------------- | ------- | -------------- | ----------------- | -------------- | -------------- | ---- | ---- | ----- | ----- |
| Encuestadora/Medio | Fecha          | Muestra | CPI/ATV        | 28 jun–2 jul 2022 | 1200           | Dif.           | 14.7 | 77.5 | 7.8   | –62.8 |
| Encuestadora/Medio | Fecha          | Muestra | CPI/RPP        | 30 may–4 jun 2022 | 1300           | 16.0           | 76.0 | 8.0  | –60.0 |       |
| CPI                | 21–25 mar 2022 | 1200    | 18.8           | 72.0              | 9.0            | –53.2          |      |      |       |       |
| IEP/La República   | 22–25 nov 2021 | 1210    | 24             | 71                | 5              | –47            |      |      |       |       |
| CPI                | 1–3 sep 2021   | 1175    | 21.8           | 64.7              | 13.5           | –42.9          |      |      |       |       |

Perú Libre
| Encuestadora/Medio | Fecha          | Muestra | Perú Libre | Perú Libre        | Perú Libre | Perú Libre |      |      |       |       |
| Encuestadora/Medio | Fecha          | Muestra | Aprob.     | Desap.            | NS/NO      | Dif.       |      |      |       |       |
| ------------------ | -------------- | ------- | ---------- | ----------------- | ---------- | ---------- | ---- | ---- | ----- | ----- |
| Encuestadora/Medio | Fecha          | Muestra | CPI/ATV    | 28 jun–2 jul 2022 | 1200       | Dif.       | 7.4  | 81.4 | 11.2  | –74.0 |
| Encuestadora/Medio | Fecha          | Muestra | CPI/RPP    | 30 may–4 jun 2022 | 1300       | 9.7        | 79.3 | 11.0 | –69.6 |       |
| CPI                | 21–25 mar 2022 | 1200    | 14.5       | 72.8              | 12.7       | –58.3      |      |      |       |       |
| IEP/La República   | 22–25 nov 2021 | 1210    | 27         | 66                | 7          | –39        |      |      |       |       |
| CPI                | 1–3 sep 2021   | 1175    | 40.8       | 47.0              | 12.2       | –6.2       |      |      |       |       |

Acción Popular
| Encuestadora/Medio | Fecha          | Muestra | Acción Popular | Acción Popular    | Acción Popular | Acción Popular |      |      |       |       |
| Encuestadora/Medio | Fecha          | Muestra | Aprob.         | Desap.            | NS/NO          | Dif.           |      |      |       |       |
| ------------------ | -------------- | ------- | -------------- | ----------------- | -------------- | -------------- | ---- | ---- | ----- | ----- |
| Encuestadora/Medio | Fecha          | Muestra | CPI/ATV        | 28 jun–2 jul 2022 | 1200           | Dif.           | 8.7  | 76.2 | 15.1  | –67.5 |
| Encuestadora/Medio | Fecha          | Muestra | CPI/RPP        | 30 may–4 jun 2022 | 1300           | 13.4           | 69.6 | 17.0 | –56.2 |       |
| CPI                | 21–25 mar 2022 | 1200    | 17.2           | 63.7              | 19.1           | –46.5          |      |      |       |       |
| IEP/La República   | 22–25 nov 2021 | 1210    | 29             | 62                | 9              | –33            |      |      |       |       |
| CPI                | 1–3 sep 2021   | 1175    | 35.9           | 48.2              | 15.9           | –12.3          |      |      |       |       |

Alianza para el Progreso
| Encuestadora/Medio | Fecha          | Muestra | Alianza para el Progreso | Alianza para el Progreso | Alianza para el Progreso | Alianza para el Progreso |      |      |       |       |
| Encuestadora/Medio | Fecha          | Muestra | Aprob.                   | Desap.                   | NS/NO                    | Dif.                     |      |      |       |       |
| ------------------ | -------------- | ------- | ------------------------ | ------------------------ | ------------------------ | ------------------------ | ---- | ---- | ----- | ----- |
| Encuestadora/Medio | Fecha          | Muestra | CPI/ATV                  | 28 jun–2 jul 2022        | 1200                     | Dif.                     | 10.1 | 79.3 | 10.6  | –69.2 |
| Encuestadora/Medio | Fecha          | Muestra | CPI/RPP                  | 30 may–4 jun 2022        | 1300                     | 10.6                     | 77.5 | 11.9 | –66.9 |       |
| CPI                | 21–25 mar 2022 | 1200    | 11.9                     | 73.6                     | 14.5                     | –61.7                    |      |      |       |       |
| IEP/La República   | 22–25 nov 2021 | 1210    | 25                       | 64                       | 11                       | –39                      |      |      |       |       |
| CPI                | 1–3 sep 2021   | 1175    | 31.4                     | 48.4                     | 20.2                     | –17.0                    |      |      |       |       |

Avanza País
| Encuestadora/Medio | Fecha          | Muestra | Avanza País | Avanza País       | Avanza País | Avanza País |      |      |       |       |
| Encuestadora/Medio | Fecha          | Muestra | Aprob.      | Desap.            | NS/NO       | Dif.        |      |      |       |       |
| ------------------ | -------------- | ------- | ----------- | ----------------- | ----------- | ----------- | ---- | ---- | ----- | ----- |
| Encuestadora/Medio | Fecha          | Muestra | CPI/ATV     | 28 jun–2 jul 2022 | 1200        | Dif.        | 12.1 | 64.9 | 23.0  | –52.8 |
| Encuestadora/Medio | Fecha          | Muestra | CPI/RPP     | 30 may–4 jun 2022 | 1300        | 11.9        | 66.1 | 22.0 | –54.2 |       |
| CPI                | 21–25 mar 2022 | 1200    | 14.4        | 60.7              | 24.9        | –46.3       |      |      |       |       |
| IEP/La República   | 22–25 nov 2021 | 1210    | 26          | 61                | 13          | –35         |      |      |       |       |
| CPI                | 1–3 sep 2021   | 1175    | 30.6        | 43.4              | 26.0        | –12.8       |      |      |       |       |

Renovación Popular
| Encuestadora/Medio | Fecha          | Muestra | Renovación Popular | Renovación Popular | Renovación Popular | Renovación Popular |      |      |       |       |
| Encuestadora/Medio | Fecha          | Muestra | Aprob.             | Desap.             | NS/NO              | Dif.               |      |      |       |       |
| ------------------ | -------------- | ------- | ------------------ | ------------------ | ------------------ | ------------------ | ---- | ---- | ----- | ----- |
| Encuestadora/Medio | Fecha          | Muestra | CPI/ATV            | 28 jun–2 jul 2022  | 1200               | Dif.               | 11.9 | 68.9 | 19.2  | –57.0 |
| Encuestadora/Medio | Fecha          | Muestra | CPI/RPP            | 30 may–4 jun 2022  | 1300               | 16.5               | 69.6 | 13.9 | –53.1 |       |
| CPI                | 21–25 mar 2022 | 1200    | 17.8               | 65.4               | 16.8               | –47.6              |      |      |       |       |
| IEP/La República   | 22–25 nov 2021 | 1210    | 24                 | 63                 | 13                 | –39                |      |      |       |       |
| CPI                | 1–3 sep 2021   | 1175    | 26.9               | 49.6               | 23.5               | –22.7              |      |      |       |       |

Perú Democrático
| Encuestadora/Medio | Fecha | Muestra | Perú Democrático | Perú Democrático  | Perú Democrático | Perú Democrático |     |      |      |       |
| Encuestadora/Medio | Fecha | Muestra | Aprob.           | Desap.            | NS/NO            | Dif.             |     |      |      |       |
| ------------------ | ----- | ------- | ---------------- | ----------------- | ---------------- | ---------------- | --- | ---- | ---- | ----- |
| Encuestadora/Medio | Fecha | Muestra | CPI/ATV          | 28 jun–2 jul 2022 | 1200             | Dif.             | 9.3 | 60.7 | 30.0 | –51.4 |

Juntos por el Perú
| Encuestadora/Medio | Fecha          | Muestra | Juntos por el Perú | Juntos por el Perú | Juntos por el Perú | Juntos por el Perú |      |      |       |       |
| Encuestadora/Medio | Fecha          | Muestra | Aprob.             | Desap.             | NS/NO              | Dif.               |      |      |       |       |
| ------------------ | -------------- | ------- | ------------------ | ------------------ | ------------------ | ------------------ | ---- | ---- | ----- | ----- |
| Encuestadora/Medio | Fecha          | Muestra | CPI/ATV            | 28 jun–2 jul 2022  | 1200               | Dif.               | 15.8 | 70.1 | 14.1  | –54.3 |
| Encuestadora/Medio | Fecha          | Muestra | CPI/RPP            | 30 may–4 jun 2022  | 1300               | 17.0               | 70.9 | 12.1 | –53.9 |       |
| CPI                | 21–25 mar 2022 | 1200    | 18.9               | 66.3               | 14.8               | –47.4              |      |      |       |       |
| IEP/La República   | 22–25 nov 2021 | 1210    | 31                 | 58                 | 11                 | –27                |      |      |       |       |
| CPI                | 1–3 sep 2021   | 1175    | 33.6               | 43.9               | 22.5               | –10.3              |      |      |       |       |

Somos Perú
| Encuestadora/Medio | Fecha          | Muestra | Somos Perú | Somos Perú        | Somos Perú | Somos Perú |      |      |       |       |
| Encuestadora/Medio | Fecha          | Muestra | Aprob.     | Desap.            | NS/NO      | Dif.       |      |      |       |       |
| ------------------ | -------------- | ------- | ---------- | ----------------- | ---------- | ---------- | ---- | ---- | ----- | ----- |
| Encuestadora/Medio | Fecha          | Muestra | CPI/ATV    | 28 jun–2 jul 2022 | 1200       | Dif.       | 15.7 | 65.1 | 19.2  | –49.4 |
| Encuestadora/Medio | Fecha          | Muestra | CPI/RPP    | 30 may–4 jun 2022 | 1300       | 16.6       | 66.3 | 17.1 | –49.7 |       |
| CPI                | 21–25 mar 2022 | 1200    | 19.4       | 57.8              | 22.8       | –38.4      |      |      |       |       |
| IEP/La República   | 22–25 nov 2021 | 1210    | 29         | 58                | 13         | –29        |      |      |       |       |
| CPI                | 1–3 sep 2021   | 1175    | 31.6       | 43.6              | 24.8       | –12.0      |      |      |       |       |

Podemos Perú
| Encuestadora/Medio | Fecha          | Muestra | Podemos Perú | Podemos Perú      | Podemos Perú | Podemos Perú |      |      |       |       |
| Encuestadora/Medio | Fecha          | Muestra | Aprob.       | Desap.            | NS/NO        | Dif.         |      |      |       |       |
| ------------------ | -------------- | ------- | ------------ | ----------------- | ------------ | ------------ | ---- | ---- | ----- | ----- |
| Encuestadora/Medio | Fecha          | Muestra | CPI/ATV      | 28 jun–2 jul 2022 | 1200         | Dif.         | 9.6  | 68.6 | 21.8  | –59.0 |
| Encuestadora/Medio | Fecha          | Muestra | CPI/RPP      | 30 may–4 jun 2022 | 1300         | 12.1         | 67.7 | 20.2 | –55.6 |       |
| CPI                | 21–25 mar 2022 | 1200    | 14.4         | 62.0              | 23.6         | –47.6        |      |      |       |       |
| IEP/La República   | 22–25 nov 2021 | 1210    | 27           | 59                | 14           | –32          |      |      |       |       |
| CPI                | 1–3 sep 2021   | 1175    | 26.9         | 47.1              | 26.0         | –20.2        |      |      |       |       |

Perú Bicentenario
| Encuestadora/Medio | Fecha | Muestra | Perú Bicentenario | Perú Bicentenario | Perú Bicentenario | Perú Bicentenario |     |      |      |       |
| Encuestadora/Medio | Fecha | Muestra | Aprob.            | Desap.            | NS/NO             | Dif.              |     |      |      |       |
| ------------------ | ----- | ------- | ----------------- | ----------------- | ----------------- | ----------------- | --- | ---- | ---- | ----- |
| Encuestadora/Medio | Fecha | Muestra | CPI/ATV           | 28 jun–2 jul 2022 | 1200              | Dif.              | 8.4 | 61.2 | 30.4 | –52.8 |

Partido Morado
| Encuestadora/Medio | Fecha          | Muestra | Partido Morado | Partido Morado    | Partido Morado | Partido Morado |      |      |       |       |
| Encuestadora/Medio | Fecha          | Muestra | Aprob.         | Desap.            | NS/NO          | Dif.           |      |      |       |       |
| ------------------ | -------------- | ------- | -------------- | ----------------- | -------------- | -------------- | ---- | ---- | ----- | ----- |
| Encuestadora/Medio | Fecha          | Muestra | CPI/ATV        | 28 jun–2 jul 2022 | 1200           | Dif.           | 13.9 | 67.4 | 18.7  | –53.5 |
| Encuestadora/Medio | Fecha          | Muestra | CPI/RPP        | 30 may–4 jun 2022 | 1300           | 12.4           | 71.7 | 15.9 | –59.3 |       |
| CPI                | 21–25 mar 2022 | 1200    | 14.3           | 68.2              | 17.4           | –53.9          |      |      |       |       |
| IEP/La República   | 22–25 nov 2021 | 1210    | 24             | 66                | 10             | –42            |      |      |       |       |
| CPI                | 1–3 sep 2021   | 1175    | 26.0           | 52.1              | 21.9           | –26.1          |      |      |       |       |

### Otros sondeos
En diciembre de 2024, la empresa CB Consultora Opinión Pública realizó una encuesta a nivel sudamericano sobre la imagen de los congresistas. La encuesta se realizó entre el 15 y el 19 de noviembre de este año, con una muestra de 12 151 personas. Se señaló a Susel Paredes (33.1 %), Sigrid Bazán (20.3 %) y Fernando Rospigliosi (16.8 %) con una mayor valoración positiva, y a Isaac Mita (0.5 %), Cruz Zeta (0.5 %) y Raúl Doroteo (0.4 %) con una menor valoración.